# Historia de Normandía

Blasón de Normandía

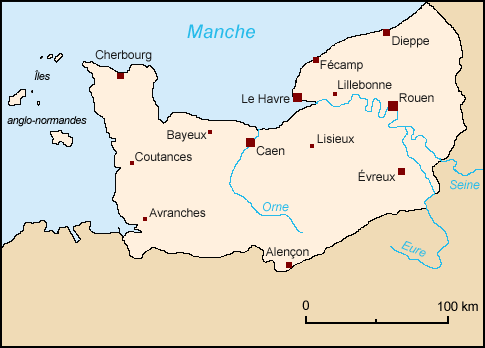
Los límites de la Normandía histórica

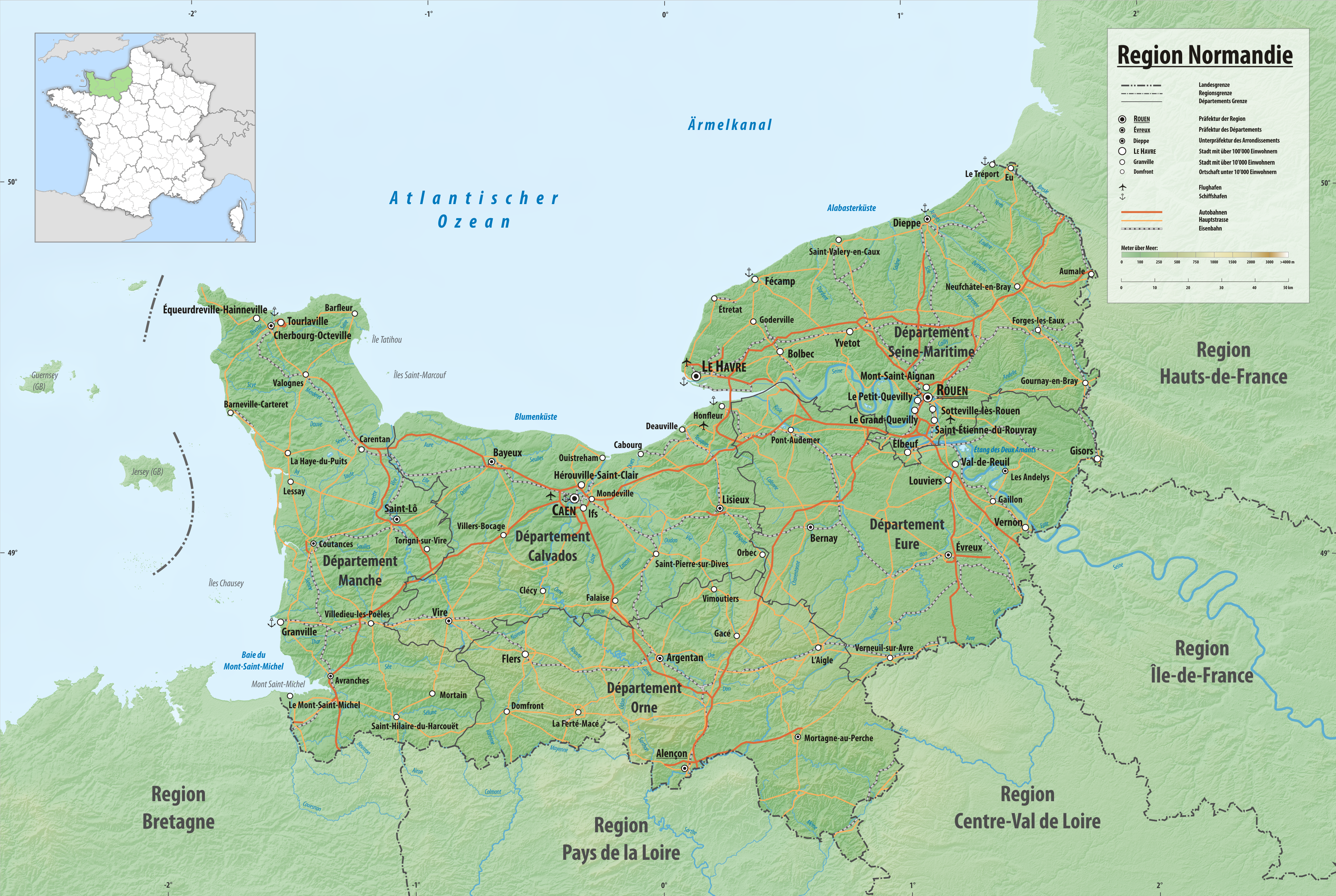
La actual (desde 2016) región de Normandía

La historia de Normandía traza el pasado de Normandía, una región histórica francesa, desde el condado, después ducado de Normandía, hasta la reciente creación de una región administrativa homónima en 2016.
Muy estables, las fronteras continentales de la antigua provincia francesa coinciden bastante fielmente con las de la nueva región, a excepción de algunos territorios incorporados en los actuales departamentos de Eure-et-Loir, Mayenne, Oise y Sarthe en el momento de la creación de las generalidades y de algunas comunas enclavadas intercambiadas con Mayenne después de la creación de los departamentos en la Revolución, con Calvados, Eure, Mancha, Orne y Seine-Inférieure. La Normandía histórica también comprendía las islas del Canal (îles Anglo-Normandes), integradas por los bailíos de Jersey y de Guernesey.
Poblada inicialmente por tribus célticas (armoricanos en el oeste, belgas, en el este), la región fue conquistada en 56 a. C. por las legiones romanas antes de ser integrada en la Galia Lugdunense por Augusto. En el siglo IV, Graciano el Joven dividió la provincia en civitates que constituirán sus fronteras históricas. Tras la caída de Roma en el siglo V, el poder franco se instaló en la región, fomentando el desarrollo del monacato cristiano —simbolizado por las abadías de Saint-Ouen de Ruan (ca. 641), Saint-Wandrille (ca. 649) y Jumièges (654)— y sustituyó los pagi por las civitates antes de su integración en el Imperio carolingio.
Desde el final del siglo VIII, los invasores vikingos devastaron la región y después se establecieron allí fundando un principado en 911. Ese principado posteriormente se convirtió primero en condado y luego ducado de Normandía. Después de un siglo y medio de expansión, las fronteras de la Normandía continental se estabilizaron, mientras Inglaterra era conquistada en 1066. Integrada en el dominio real en 1204, Normandía fue particularmente golpeada por las consecuencias de la guerra de los Cien Años y de las guerras de religión, siendo uno de los principales centros del protestantismo en Francia.
En el siglo XX, los efectos de la batalla de Normandía asolaron muchas de sus principales ciudades, como por ejemplo Saint-Lô, Le Havre y Caen. En 1956, el territorio normando fue dividido en dos regiones administrativas, la Baja Normandía (departamentos de Mancha, Calvados y Orne) y la Alta Normandía (Eure, Sena Marítimo). El 25 de noviembre de 2014, en el marco de la reducción del número de regiones, la Asamblea Nacional votó la reunificación de Normandía, que se materializó el 1 de enero de 2016.

## Prehistoria y Antigüedad

### Normandía antes de la conquista romana

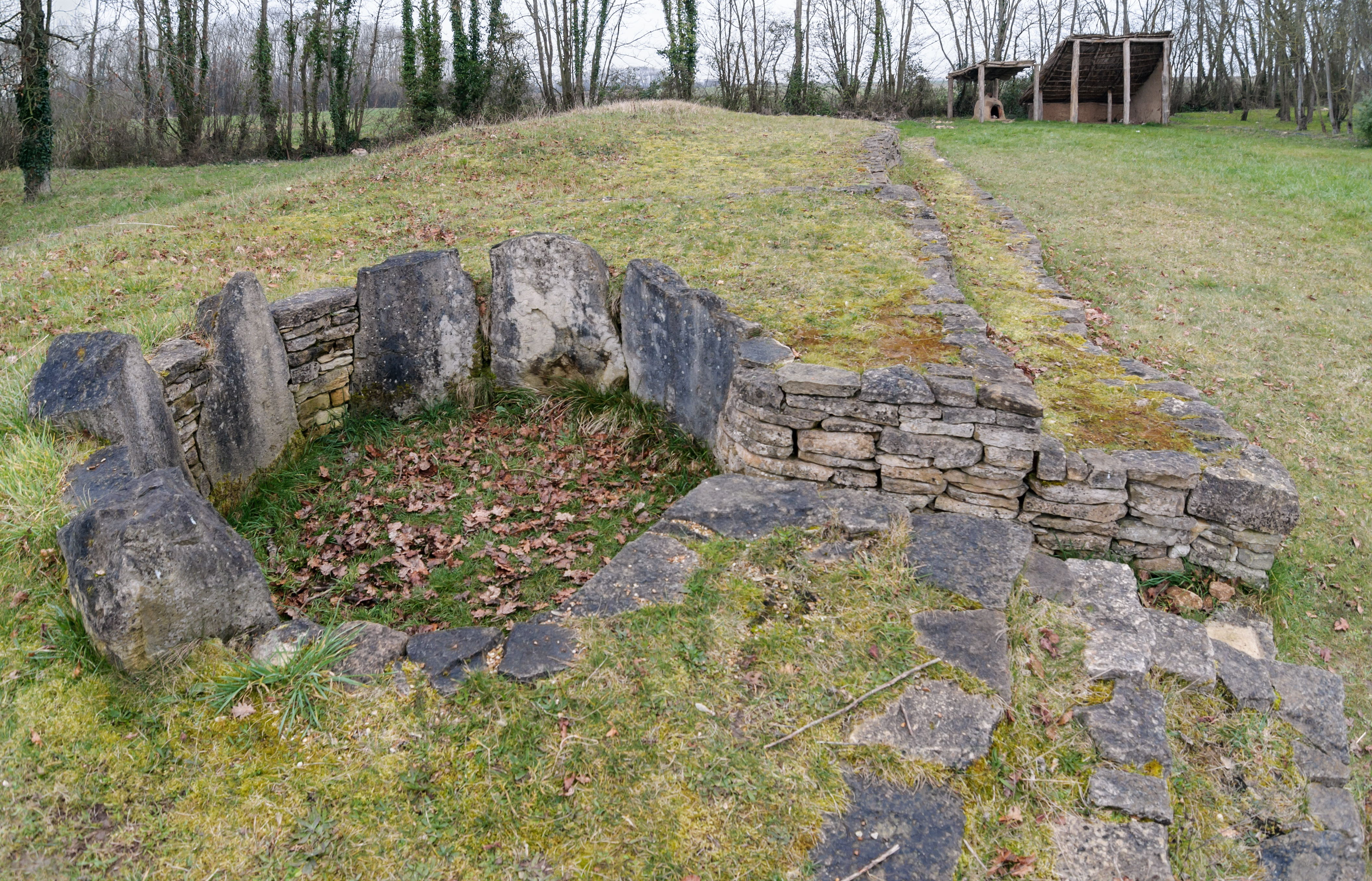
El túmulo de Colombiers-sur-Seulle (Calvados)

La presencia humana en la región está atestiguada desde tiempos prehistóricos por numerosos hallazgos de industria lítica sobre todo en los departamentos de Eure y Calvados, aunque también en Sena Marítimo. La gruta de Gouy, cerca de Ruan, que tiene grabados parietales, es la cueva con pinturas rupestres situada más al norte de Europa (otra gruta, la gruta de Orival, muy poco estudiada, se encuentra a 11 km de Gouy en la orilla izquierda del Sena). Muchos megalitos son todavía visibles esparcidos de una manera bastante regular por la campiña normanda.
La historia celta de Normandía es fácil de establecer gracias a la existencia de fuentes arqueológicas más abundantes y a que están datadas con certeza. A partir del siglo XIX, algunos eruditos locale, como el abad Cochet y Léon Coutil, ya se interesaron por la arqueología de la región, principalmente de la Alta Normandía, y consignaron sus descubrimientos y excavaciones en obras de referencia. El descubrimiento de objetos significativos, como el casco galo dorado de Amfreville-sous-les-Monts (siglo IV a. C.) o el casco de hierro del museo de Louviers, de sitios como la vasta necrópolis de Pîtres (Eure), con urnas de cremación, espadas enrolladas y trazas de tumba con carro, o de la necrópolis que data del final del periodo de Hallstatt o del comienzo de la de La Tène en Ifs (Calvados), testimonian la presencia gala en Normandía.
El pueblo celta de los belgas se instaló en Normandía en oleadas sucesivas entre el siglo VI a. C. y el siglo III a. C.. El testimonio de primera mano de Julio César (La Guerra de las Galias) permite identificar los diferentes grupos galos que ocuparon la región y que estaban agrupados en las oppida o aldeas agrarias cercadas. En 56 o 57 a. C., estas poblaciones se aliaron para resistir la invasión de las legiones cesáreas. Después de la derrota gala de Alesia, los pueblos de Normandía continuaron la lucha durante un tiempo limitado y en el 51 a. C., toda la Galia ya quedaba sometida a Roma.

Mapa de los pueblos galos en el oeste de Francia

Los pueblos galos y sus capitales (recogidas entre paréntesis) establecidos en el actual territorio de la Normandía fueron los siguientes:
- abrincates (Ingena, hoy Avranches),
- aulercos diablintes (Noviodunum, hoy Jublains),
- aulercos eburovices (Mediolanum, hoy Évreux),
- bajocasos (Augustodurum, hoy Bayeux),
- cáletes (Juliobona, hoy Lillebonne),
- lexovios (Noviomagus Lexoviorum, hoy Lisieux),
- unelos (Cosedia, hoy Coutances),
- veliocases (Rotomagus, hoy Ruan),
- viducasos (Aregenuae, hoy Vieux).[6]

### La civilización romana en Normandía

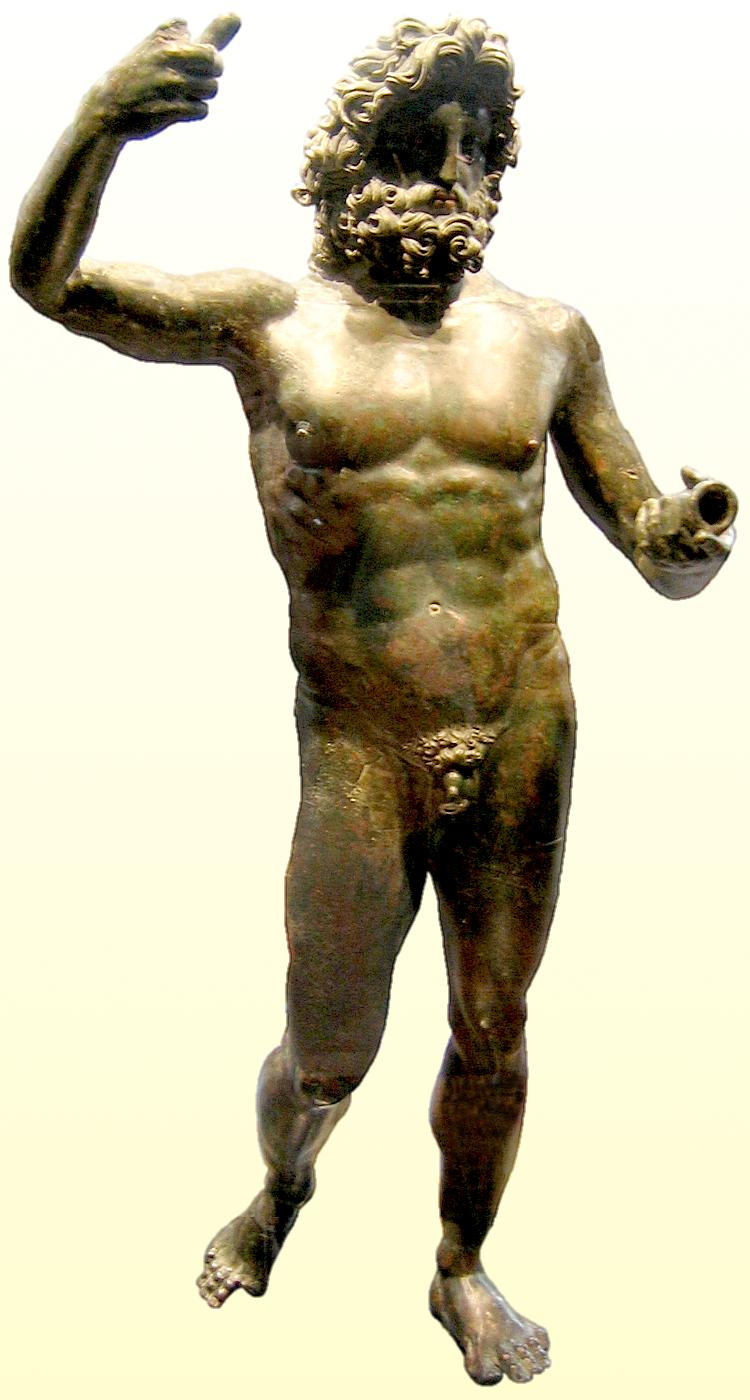
Estatua de Jupiter Stator, encontrada en Gisacum (Museo de Évreux)

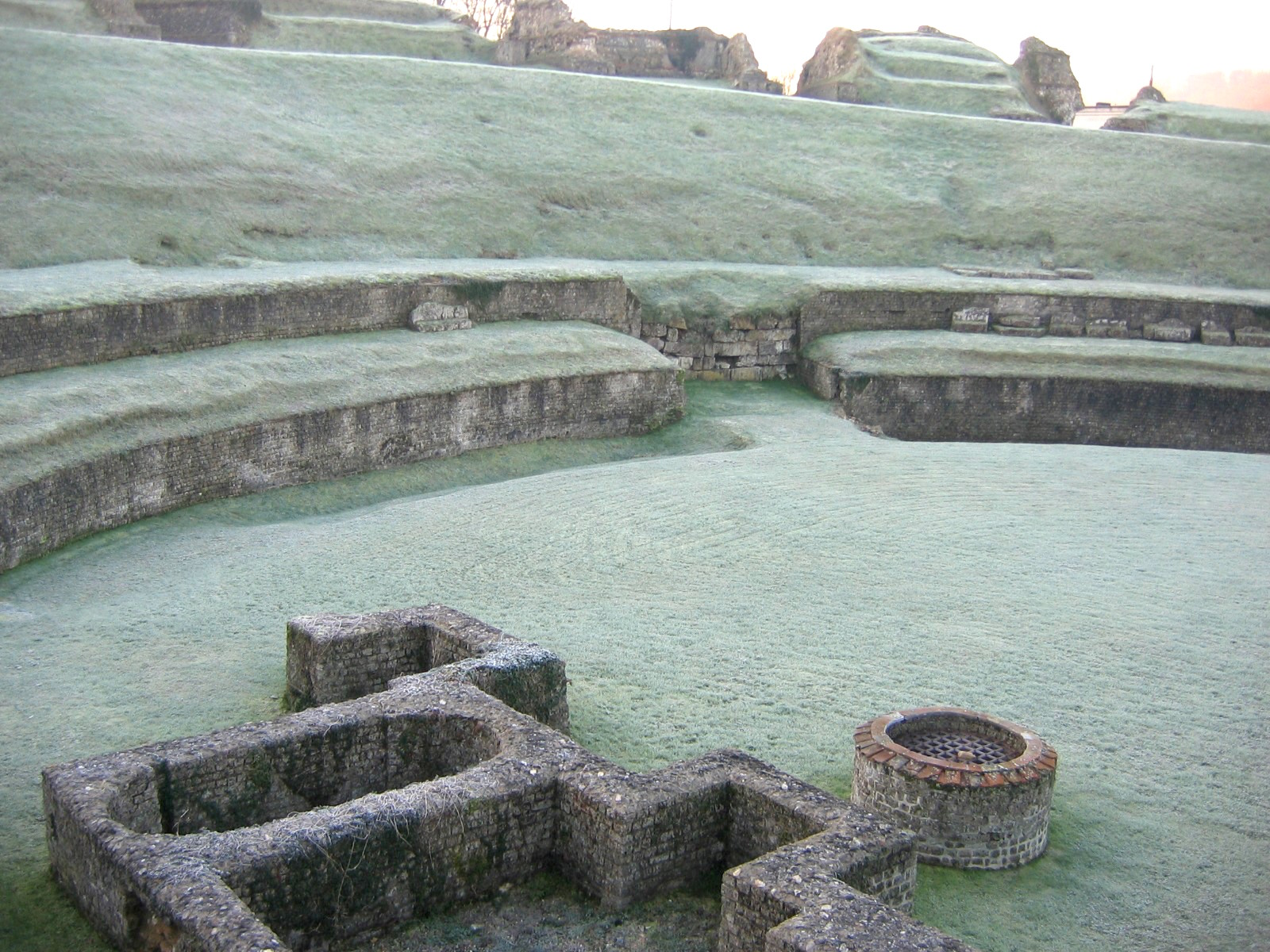
Teatro galorromano de Lillebonne

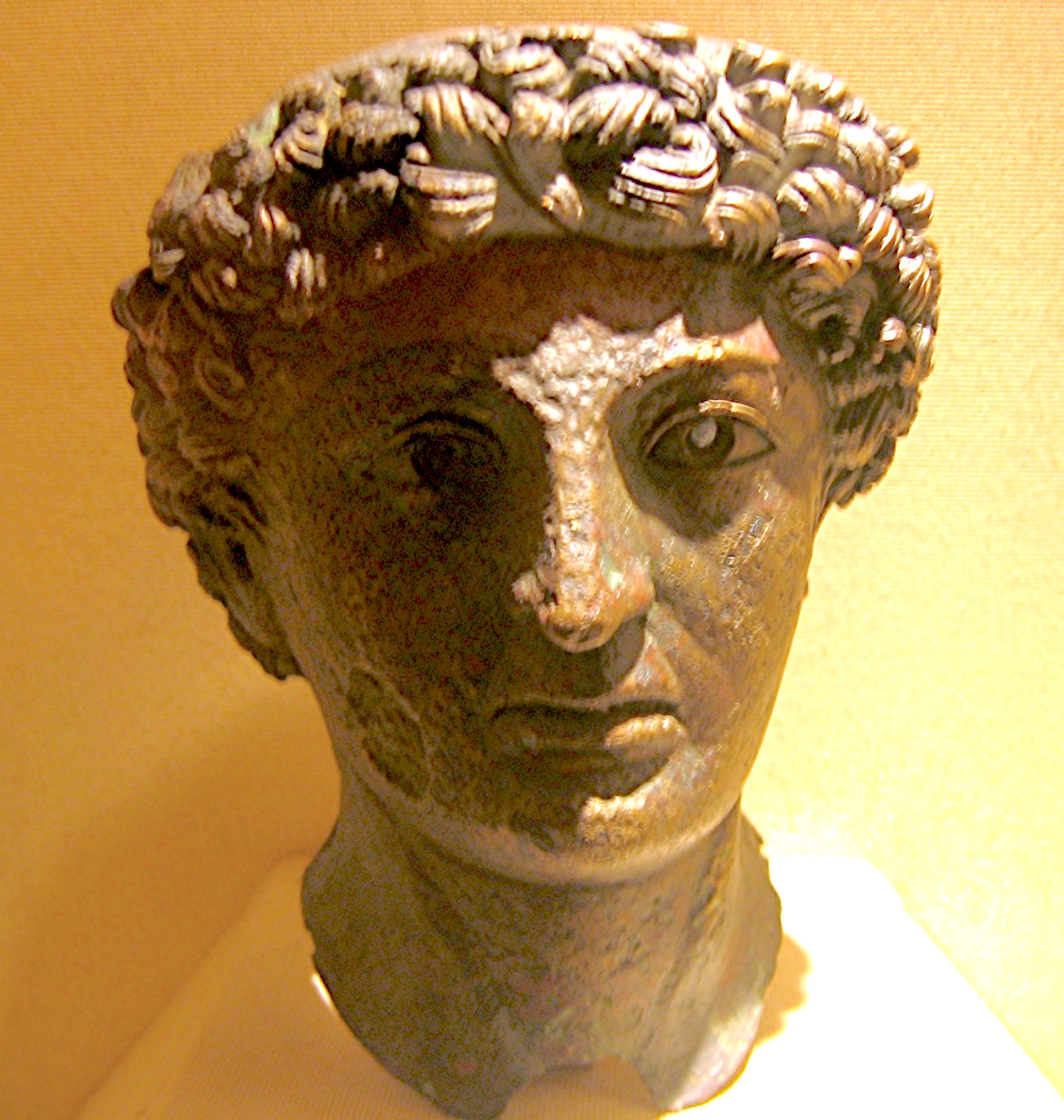
Cabeza de un dios romano en bronce, encontrada en Lillebonne (Museo de antigüedades de Sena Marítimo)

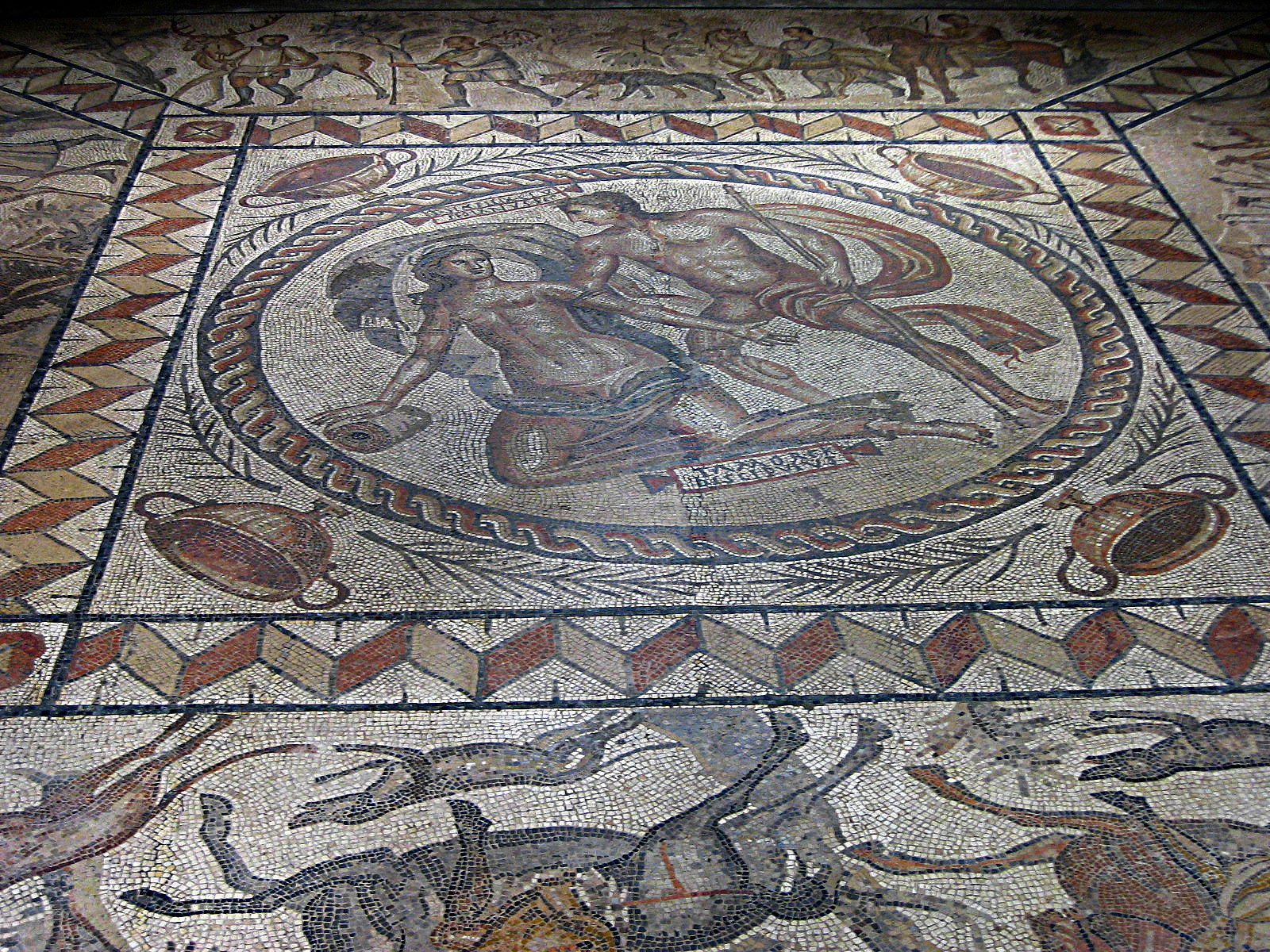
Mosaico de Orfeo encontrado en Lillebonne (Museo de antigüedades de Sena Marítimo)

En el año 27 a. C., el emperador Octavio Augusto reorganizó el territorio galo y pasó los cáletes y los veliocases a la provincia de Lugdunaise, cuya capital era Lyon. La romanización de Normandía, como en el resto de Occidente, pasó por la construcción de vías romanas y por una política de urbanización.
Se conocen muchas villa galo-romanas en el territorio normando, gracias a las excavaciones de rescate llevadas a cabo durante la construcción de la autopista A29, en Sena Marítimo. Estas habitaciones rurales en el corazón de un dominio territorial podían adoptar dos tipos de plantas: la primera podía ser longuilínea, con una fachada abierta al sur; la segunda se basaba más en las villas italianas, con un aspecto más recogido y organizada en torno a un patio cuadrado. Este es el caso de la rica villa de Sainte-Marguerite-sur-Mer, entre Dieppe y Saint-Valery-en-Caux. Los constructores de estas casas emplearon materiales locales: pedernal, yeso, piedra caliza, ladrillo, mazorcas. Los baños se caldeaban, así como ciertas piezas, tomando prestado el método del hipocausto romano (villa suburbana de Vieux-la-Romaine).
La agricultura les proporcionaba trigo y lino, según Plinio el Viejo. Por último, en las campiñas normandas de la antigüedad, los fana eran numerosos (pequeños templos de planta centrada, generalmente cuadrada, de tradición celta). Se ha identificado un ejemplo en el oeste de Harfleur. Las excavaciones también han revelado la presencia de numerosas estatuillas de diosas madres en loza, en tumbas y casas normandas. Así, en el Vieil-Évreux, hay uno de los mayores centros de peregrinación europeos que incluía un foro, termas romanas, una basílica monumental, dos fana y el segundo teatro más grande de la Galia.

### Crisis delsigloIIIy mutaciones del Bajo Imperio

El «reino» de Siagrio (486), antes de la victoria de Clodoveo que supuso la llegada del nuevo poder franco.

A partir del segundo tercio del siglo III, las razias de los «bárbaros» devastaron muchos lugares de la región normanda. Las huellas de incendios y de tesoros monetarios enterrados apresuradamente muestran el progreso de la inseguridad en la Galia del Norte. El litoral debía hacer frente a la piratería marítima de los sajones y de los francos y frisones. Es en este contexto cuando el poder romano dispuso un sistema de defensa de la costa del Canal y del Atlántico en ambas riberas, es decir, de la isla de Gran Bretaña también llamada litus saxonicum que consistía en puntos fortificados y se dividía en tres comandancias. La Normandía actual se incluía en la comandancia del dux tractus armoricani et nervicani, de Boulogne al estuario de la Gironda. Sin embargo, paralelamente, los contingentes germánicos ya integraban el ejército romano y los inmigrantes recibían permiso para establecerse en el imperio. Germanos eran por lo tanto reclutados para luchar contra otros germanos. Los topónimos y los sitios arqueológicos recuerdan la instalación de estos grupos extranjeros: los topónimos Allemagne (hoy Fleury-sur-Orne), Almenêches, atestiguan la presencia de alamanes, los sitios arqueológicos de Airan o de Frénouville, indican la de godos u otros germanos. Además, la notitia dignitatum menciona, por ejemplo, la presencia de bátavos en Bayeux. Las legiones se establecieron en la futura Normandía, en especial la Prima Flavia Gallicana Constantia que dará nombre a Constantia (Coutances, entonces capital de los unelos) y al pagus Constantina (el Cotentin). Este ejército creado por Constancio Cloro en 298 acogía a auxiliares suevos. Con motivo de las reformas del emperador Diocleciano (285-305), Normandía ya se había singularizado, al menos administrativamente, convirtiéndose en la «Seconde Lyonnaise» y se distinguía de la Bretaña vecina. Fue también en ese momento cuando comenzó la cristianización de la provincia: los historiadores saben que en el año 314, Ruan ya tenía un obispo. Desde 406, los pueblos germanos y alano-hunos invadieron Occidente rompiendo las últimas defensas del limes, a pesar de la feroz resistencia de los auxiliares francos y alamanes uno del ejército romano. Los sajones llegaron a asentarse en las costas normandas, en la región de Bayeux que los textos describen como Otlinga saxonia (mencionada por primera vez en el año 844) u Otlinga Hardouini, así como en las islas del Canal. Numerosos francos también se instalaron en el pays de Bray y una parte del pays de Caux a veces como soldados romanos primero, y luego, tras el colapso del «reino romano» de Siagrio por la victoria de Clodoveo, como soldados del nuevo poder franco.

## Edad Media

### Alta Edad Media

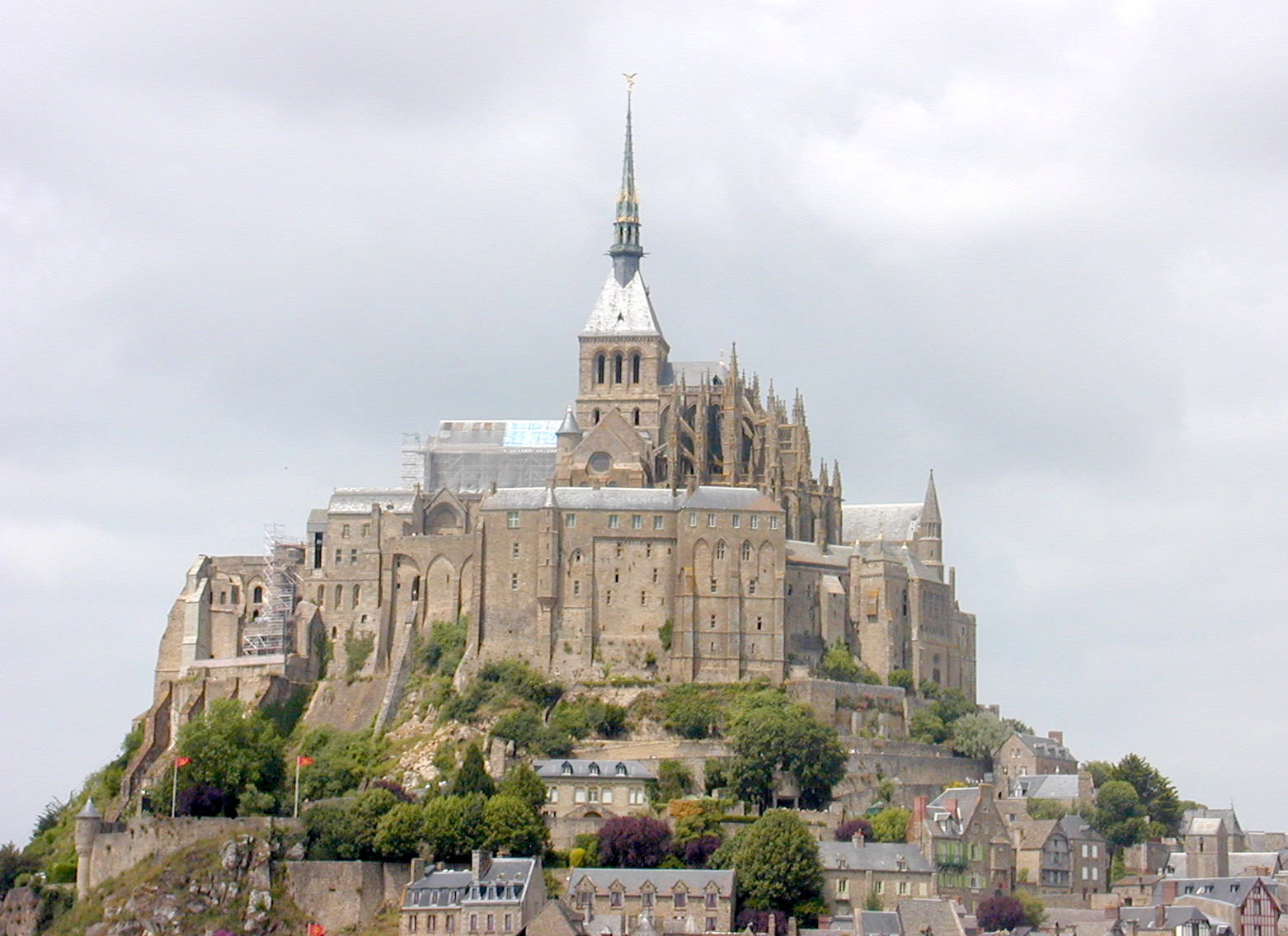
Le Mont-Saint-Michel

Desde 486, la Galia entre los ríos Somme y Loira quedó bajo el dominio del jefe franco Clodoveo. La colonización de Normandía por los francos fue desigual: bastante densa en la parte oriental y casi nula en la parte occidental de la actual Normandía. Se manifiesta por las necrópolis en hileras de Envermeu, Londinières, Hérouvillette, Douvrend, etc. Los topónimos en -hlar- («landa», antiguo francés larris, «friche, landa») en Meulers o Flers, en avisna («pâturage») en Avesnes-en-Bray o Avesnes-en-Val, en -alach- («templo») en Bouafles o Neaufles-Auvergny, en bure («habitación») en Hambures ou Bures-en-Bray, en -baki («pájaro») en Rebets o Hambye, en -mark- («límite, marca») en Marques, en -berg- («elevación») en Barc o Barques, en -mer («mar») en Blingemer o Mortemer, en -eng en Hodeng-Hodenger o Nesle-Hodeng, en -court y los más antiguos ville datan de esa época franca. La región se convirtió en una parte esencial de Neustria a la muerte de Clodoveo y Ruan siguió siendo una ciudad importante. De esta época data también la división administrativa y militar en condados, siendo el conde franco un alto funcionario del Estado. Por último, la región oriental, cerca de París, fue un lugar de residencia de los reyes y las princesas merovingios.
Si la colonización franca fue esporádica al oeste de la futura Normandía, ese no fue el caso de la colonización sajona, bien atestiguada por los textos y las excavaciones arqueológicas, especialmente en la llanura de Caen (este del Bessin). En 843 y 846 bajo el rey Carlos el Calvo, los documentos oficiales mencionan incluso la existencia de un pagus llamado Otlinga Saxonia en la región del Bessin. El significado del término Otlinga no se conoce. Los topónimos del Bessin y de la Campaña de Caen ofrecen ejemplos posibles de nombres de lugares de origen sajón, por ejemplo: Cottun (Coltun 1035 - 1037; Cola 's "ciudad", inglés -ton cf. Colton). 
Una comparación de los nombres en -ham / -hem (en anglosajón hām > home cf. hameau, 'aldea') presentes en el Bessin con los del Boulonnais es probante y no aparecen más en forma de final que únicamente en el Calvados actual, lo que apoyaría la hipótesis de un origen sajón. Se trata, por ejemplo, de Ouistreham (Oistreham 1086), Étréham (Oesterham 1350 ?), Huppain (*Hubbehain ; Hubba 's "ham"), Surrain (Surrehain, siglo XI), etc. En otras partes de Normandía, los ejemplos en -ham son dudosos, tales como Canehan (Sena Marítimo, Kenehan 1030 / Canaan 1030 - 1035) puede ser un bíblico Canaan o Grohan (Eure). 
La extensión toponímica más tardía del diminutivo hamel en esta provincia, sin medida común en otros lugares, y el nombre de familia conjunta no son ciertamente allí extranjeros. «En la Baja Normandía, es a partir de mediados del siglo V que se pueden datar los primeros asentamientos sajones con el estudio de las nueve necrópolis« (Réville, Vierville-sur-Mer, Ifs, Bénouville, Frénouville, Giverville, Hérouvillette, Sannerville, Lisieux). «La presencia arqueológica de los sajones perdura aquí hasta finales del siglo VII», a continuación, se funden en la población. «Fuera de los polo del norte de la Bresle (Ponthieu y Boulonnais) y del suroeste del Sena a lo largo de las costas del Canal, la presencia sajona es sugerida entonces por hallazgos aislados, como en Muids (Eure)».
Sobre todo la cristianización comenzó en el Bajo Imperio y continuó en profundidad en la región: construcción de catedrales en las grandes ciudades, edificación de iglesias suburbanas dedicadas a santos, de oratorios en las carreteras, etc. El establecimiento de parroquias se realizó progresivamente, durante un largo periodo de tiempo. Las más pequeñas ocuparon la llanura de Caen, mientras que las parroquias del bocage fueron más extensas. En la época carolingia, las tumbas de los aldeanos ya se reagrupaban alrededor de la iglesia parroquial.
El monaquismo normando se desarrolló realmente a partir del siglo VI, especialmente en el oeste de la región, más aislada. En el siglo VII, los nobles de origen franco ya fundaron varias abadías en el valle del Sena: abadías de Saint-Ouen de Ruan hacia 641, Fontenelle en 649, Jumièges hacia 654, Pavilly en 662, Montivilliers entre 682 y 684. Estas abadías normandas adoptaron rápidamente la regla de San Benito. Fueron dueñas de grandes propiedades, dispersas por toda Francia, de las que recibían rentas elevadas. Fueron, por tanto, retos en las rivalidades políticas y dinásticas.

### Invasiones escandinavas

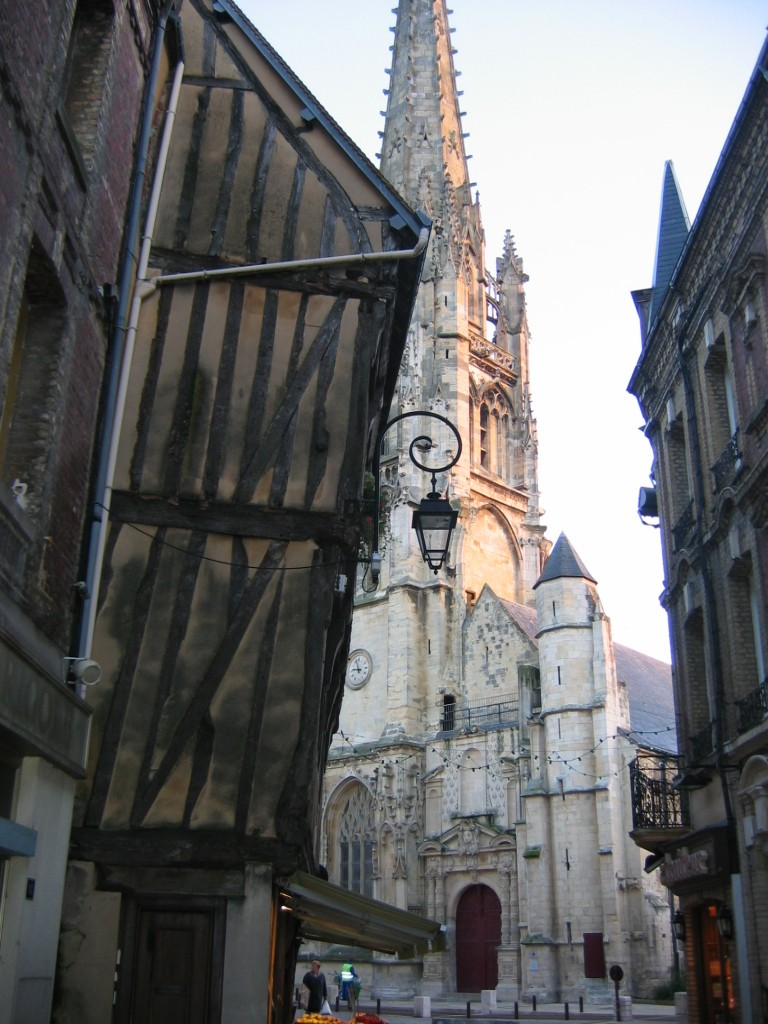
Harfleur, hoy en la aglomeración de Havre, iglesia y maison à colombages

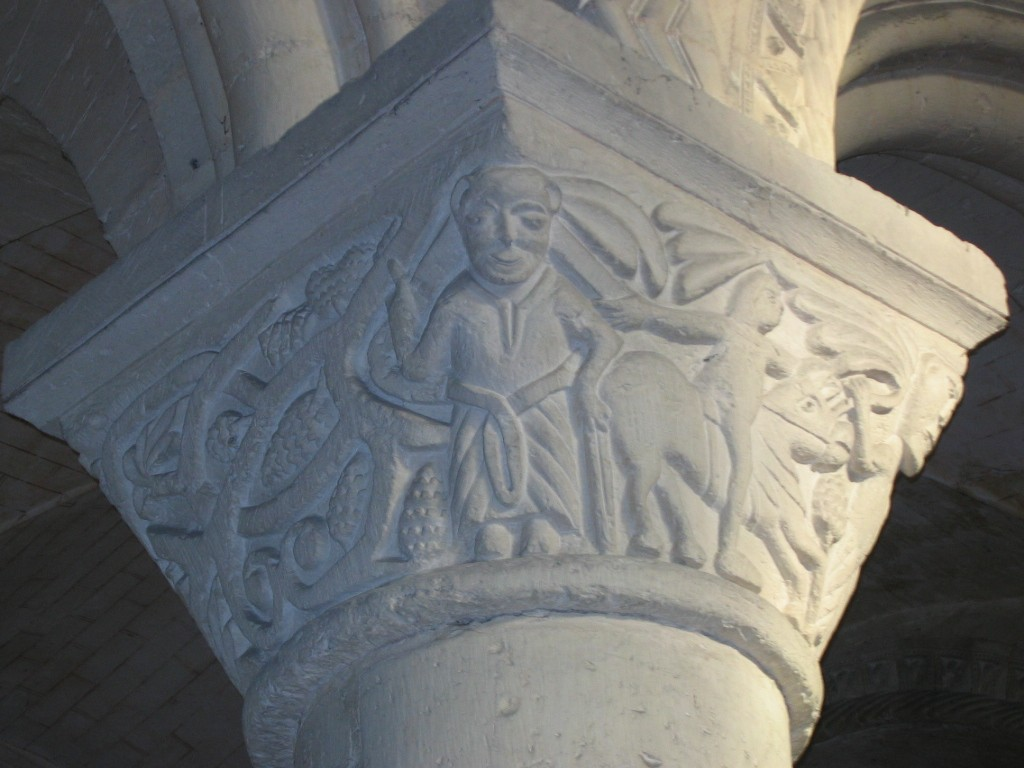
Capitel románico de la abacial de Saint-Georges-de-Boscherville, Sena Marítimo

Normandía lleva el nombre de los invasores vikingos que lideraron expediciones en una gran parte de Europa al final del primer milenio en dos fases (790-930 y 980-1030). Se les llamaba Nortmanni o Normanni «normandos» (plural de Nortmannus, Normannus), etimológicamente 'hombres del Norte'. Después de 911, este nombre aparecerá en lugar de Baja Neustria, con el que esa tierra era conocida hasta entonces.
La toponimia normanda conserva rastros de esta colonización escandinava de Normandía así como un gran número de nombres de familia: Anfry (variante Lanfry, Anfray), Angot (variante Ango), Anquetil (variantes Anctil, Anquetille, Amptil, Anquety), Auber (variante Osbert), Burnouf, Dodeman (variante Doudement), Estur, Gounouf, Ygout (variantes Ingouf, Ygouf), Néel (Nigel), Onfray, Osmond (variante Osmont, Omont), Ouf, Renouf, Roberge, Rollón (variante Rolón), Surcouf, Théroude (variantes Troude, Throude, Thouroude, Touroude), Tougard (variante Turgard), Toutain (variante Tostain, Toustain), Turgis (variante Tourgis), Turgot, Turquetil (variante Turquety, Teurquetil, Truptil), Quétil, etc.
Los primeros raids vikingos llegaron entre 790 y 800 a las costas de la Galia occidental. El litoral neustriano fue alcanzado durante el reinado de Luis el Piadoso (814-840). La incursión de 841 causó un gran daño en Ruan y Jumièges. Los vikingos atacaron los tesoros monásticos, presa fácil ya que los clérigos no podían defenderlos. La expedición de 845 remontó el Sena y alcanzó París. Los raids se llevaban a cabo en el verano y los vikingos regresaban con su botín a Escandinavia a pasar el invierno.
Desde 851, los vikingos ya invernaron en el Bajo Sena; incendiaron la abadía de Fontenelle: los monjes tuvieron que refugiarse en Boulogne-sur-Mer en 858 y en Chartres en 885. Las reliquias de santa Honorina fueron transportadas desde la abadía de Graville a Conflans, cerca de París. Una parte de los archivos y bibliotecas monásticas también fueron desplazados (los volúmenes de Jumièges a San Galo), pero muchos fueron quemados.
Los reyes carolingios llevaron políticas a veces contradictorias y de pesadas consecuencias. En 867, por el tratado de Compiègne, Carlos el Calvo debió de ceder al rey bretón Salomón, el condado del Cotentin, con la condición de que el le prestaría juramento de fidelidad y que le ayudaría en su combate contra los vikingos. Entre 862 y 869, Carlos el Calvo hizo construir en Pîtres un puente de madera defendido por dos cabezas de puente de mampostería, ellas mismas protegidas por dos fortificaciones de las que una se convirtió en la ciudad de Pont-de-l'Arche. Importantes combates tuvieron lugar sobre todo en 881. Sin embargo, a pesar de estas importantes fortificaciones, los francos fueron incapaces de defender la plaza. La guarnición era demasiado pequeña y siempre fallaban al movilizar su ejército, fruto de las casualidades.
Fue así que en el año 911, el líder vikingo Rollon concluyó un acuerdo con el carolingio Carlos el Simple. Según los términos del tratado de Saint-Clair-sur-Epte, el rey le dio la custodia del condado de Ruan, muy cerca de la actual Alta Normandía, a cambio de un juramento de vasallaje (pronunciado en 940) y de un compromiso de ser bautizado. Rollon también tenía que proteger el estuario del Sena y Ruan de las incursiones escandinavas. Tras conquistas progresivas, el territorio bajo soberanía normanda creció con el Hiémois y el Bessin en 924.
En 933, los vikingos de Normandía se apropiaron del Cotentin y del Avranchin a costa de los vikingos de Bretaña comandados por Incon. Ese año, el rey Raoul de Borgoña se vio obligado a ceder al príncipe de los normandos Guillermo Larga-Espada la «terre des Bretons située en bordure de mer» ('tierra de los bretones situada en el borde del mar'). Esta expresión designaba al Cotentin y sin duda también al Avranchin hasta el río Sélune que era entonces la frontera sur.
Otros contingentes vikingos llegaron a Normandía en el siglo IX para apoyar la dinastía que inició Rollon. Así, en 942, de acuerdo con Dudon de Saint-Quentin y Guillaume de Jumièges, después de la muerte de Guillermo Larga-Espada, los normandos amenazados por el rey Luis IV de Ultramar y por Hugo el Grande, marqués de Neustria, recurrieron a un rey danés llamado Hagrold, tal vez Harald I de Dinamarca, quien les ayudó con una armada en el estuario del río Dives, lo que condujo realmente a una implantación escandinava adicional en la región. Del mismo modo, entre 960 y 962, el duque Richard I hizo llamar a nuevos contingentes de vikingos para oponerse al rey Lotario y al conde Thibaud de Blois, que invadieron Normandía. Una vez que se restableció la paz, muchos de ellos aceptaron convertirse a la fe cristiana y se les permitió permanecer en las tierras normandas.
Entre 1009 y alrededor de 1020, la tierra entre los ríos Sélune y Couesnon fue conquistada a los bretones (que se habían desembarazado de los vikingos en 937), haciendo definitivamente del monte Saint-Michel una isla normanda. Guillermo el Bastardo (o el Conquistador) completó el conjunto con la conquista del Passais sobre el río Maine en 1050. Los arzobispos de Ruan habían empujado a los príncipes normandos a ampliar sus posesiones hasta llenar el espacio de la provincia eclesiástica de Ruan, haciendo coincidir la una y el otro poco después.
A pesar de que muchos edificios habían sido saqueados, quemados o destruidos por las incursiones vikingas tanto en las ciudades como en las campiñas, según el cuadro demasiado oscurecido reflejado en las fuentes eclesiásticas, ninguna ciudad había sido completamente arrasada. Sin embargo, todos los monasterios habían sufrido el saqueo de los hombres del norte y todas las abadías habían sido destruidas. La fuerte retoma del poder en manos de Rollon y de sus sucesores restableció, sin embargo, con bastante rapidez la situación. 
De acuerdo con las fuentes documentales, la toponimia y el conjunto de hechos lingüísticos, el poblamiento nórdico de Normandía habría sido básicamente danés, pero es probable que hubiera habido noruegos y tal vez incluso suecos. Hay una distorsión entre la riqueza del material lingüístico, incluyendo la toponimia que tiene un carácter nórdico claro especialmente en pays de Caux, Sena Inferior y el Cotentin, y la pobreza del material arqueológico vikingo, sea que no se haya buscado lo suficiente, o sea que fuera poco. Lo que hace decir al arqueólogo Jacques Le Maho que la mayoría del poblamiento nórdico era de hecho de agricultores anglo-escandinavos, no de vikingos. Esta teoría se ve confirmada por la toponimia y la antroponimia que tienen un carácter netamente anglo-escandinavo con nombres típicamente viejo-ingleses o escandinavos de Inglaterra.
Si los hallazgos arqueológicos sobre los vikingos son raros, existen, y fueron, en esencia, realizados en la región. Así, el notable descubrimiento de la sepultura de una mujer vikinga en la Pierre Saint-Martin en Pîtres revela que los escandinavos se habían establecido, al menos temporalmente, en este lugar al final de siglo IX. Se encontraron en particular un par de fíbulas en forma de tortuga, características del este del mundo nórdico y que entraron en las colecciones del museo departamental de antigüedades de Ruan. También el primer tesoro de monedas vikingas encontrado en Francia fue exhumado en 2007 en el territorio de la comuna de Saint-Pierre-des-Fleurs (Eure). Se compone de 2 monedas carolingias (un denario de Eudes 888-898, acuñado en Beauvais), nueve piezas inglesas de factura escandinava (Danelaw, imitación del numerario de Alfredo el Grande), una moneda árabe y nueve fragmentos de lingotes. Las monedas habían sido plegadas y testadas a golpes con cuchillos, una práctica común entre los vikingos para verificar su calidad. Tuvo que ser enterrado alrededor de 890 a 895. Se han encontrado dos martillos de Thor en el territorio de la comuna de Saint-Pierre-de-Varengeville. Probablemente no se puedan relacionar con los raids vikingos del siglo IX, sino más bien con el establecimiento de colonos anglo-escandinavos en la zona a partir del siglo X. De hecho, Jens Christian Moesgaard, curador en el Museo Nacional de Dinamarca cree que los martillos de Thor son más numerosos a partir de la segunda mitad del siglo X, en los últimos días del paganismo, tal vez en respuesta al desarrollo de cristianismo. Por otra parte numerosas espadas, sobre todo anglosajonas probablemente utilizadas por los escandinavos, han sido dragadas en su mayoría en la parte normanda del Sena.
La fusión entre elementos escandinavos y autóctonos contribuyó a crear el estado feudal más poderoso de Occidente. El dinamismo y el saber hacer de los recién llegados, en especial en materia de construcción naval, como refleja el léxico técnico normando, después francés, les permitirá lanzarse más adelante a la conquista de Inglaterra, de la Italia del sur, de Sicilia y del Oriente Próximo de las cruzadas.

### La Normandía ducal (siglos X al XIII)

Normandía en los siglos y (911-1050)

#### Antes de Guillermo el Conquistador
Los historiadores tienen pocas fuentes escritas para reconstruir esta fase de la historia normanda: Dudon de Saint-Quentin, Guillaume de Jumièges, Orderic Vital, Wace, etc. Las fuentes diplomáticas también permiten estudiar la corte de los duques.

##### El poder de los duques de Normandía en elsigloXI

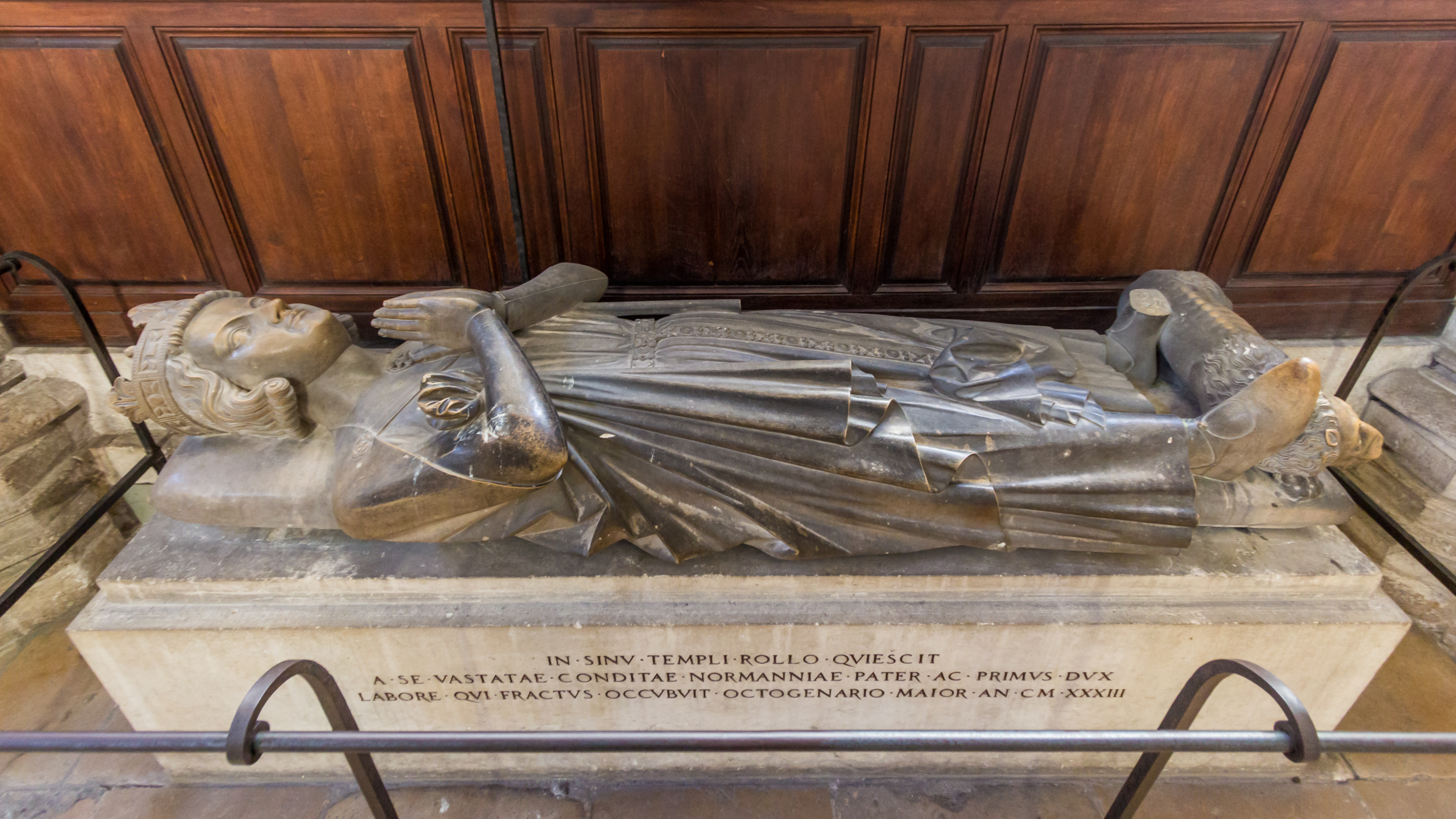
Yacente de Rollon, en la catedral de Ruan

Rollon fue el líder —el «jarl»— de sus vikingos. Después de 911, fue conde de Ruan. Sus sucesores tomaron primero el título de condes de Normandía, hasta Ricardo II. Luego llevaron la dignidad ducal dejada vacante por el ascenso al trono de los Capetos, duques de Francia, dado que no podía haber más que un solo duque en Neustria, y el título era usado por los duques robertianos de Francia antes de serlo por los príncipes normandos. Estos duques de Normandía ejercieron el poder de ban, aunque reconocieron la suzeranía del rey de Francia. Normandía no escapó a la tendencia general de acaparar la autoridad pública por los príncipes territoriales: los duques acuñaron su moneda, impartieron justicia y recaudaron los impuestos (peajes, gravamenes). Levantaron sus propios ejércitos y nombraron a la mayoría de los prelados de sus arquidiócesis. Así que eran prácticamente independientes del rey de Francia, a pesar de que pudieran rendirle homenaje en cada nuevo reinado.
Mantuvieron relaciones con algunos soberanos extranjeros, especialmente con el rey de Inglaterra: Emma, hermana de Ricardo II casó con Etelredo II el Indeciso, rey de Inglaterra. Colocaron a los miembros de la extensa familia ducal en puestos de condes y vizcondes, que aparecen alrededor del año mil. 
Conservaron algunas de las tradiciones escandinavas, como el derecho de exilar, el derecho marítimo o el concubinato legal. Pero a diferencia de otros príncipes territoriales del norte de Francia, los duques normandos impidieron a los châtelains obtener demasiados poderes, preservando así el suyo. En particular, los dominios que tuvieron en propiedad los duques de Normandía fueron mucho más importantes que los de otros príncipes territoriales. Esta riqueza de propiedades les permitió restituir las tierras a la abadías y así garantizarse la lealtad de los vasallos por la distribución de los feudos. Pero durante el siglo XI, esta política de feudo-vasallaje redujo significativamente las tierras de la dinastía, hasta la conquista de Inglaterra por Guillermo el Conquistador que restableció al duque como gran propietario.
La corte del siglo XI no tenía una organización estricta y se desplazaba con frecuencia. Se componía de aristócratas o «Grandes», laicos y eclesiásticos. Estos "grandes" prestaban fidelidad al heredero del ducado. La Cancillería aún no se había formado y los documentos escritos eran todavía poco numerosos.

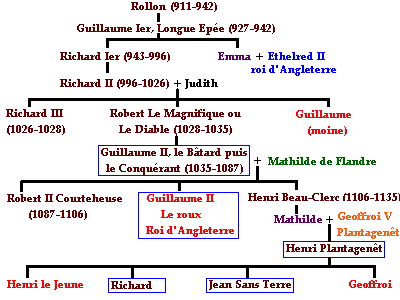
Genealogía simplificada de los duques de Normandía.

La aristocracia estaba compuesta por una pequeña parte de hombres de origen escandinavo, como el linaje de los Harcourt, aunque la mayor parte de los Grandes de Normandía eran de origen franco: los Bellême, los Tosny. A principios del siglo XI se agregaron y se mezclaron elementos bretones, en el oeste y también angevinos. Todos estos aristócratas prestaban fidelidad al duque de Normandía y este les atribuía sus dominios de tierra. Desde las década de 1040, el término baron designó a la élite de los caballeros y los compañeros del duque. Sin embargo, la palabra vassal no aparece en los documentos hasta alrededor de 1057. Fue también a mediados del siglo XI cuando se empezó a usar la palabra fief. Ricardo I nombraba a los condes salidos de la dinastía y velaba porque no fueran linajes demasiado poderosos.

##### Economía

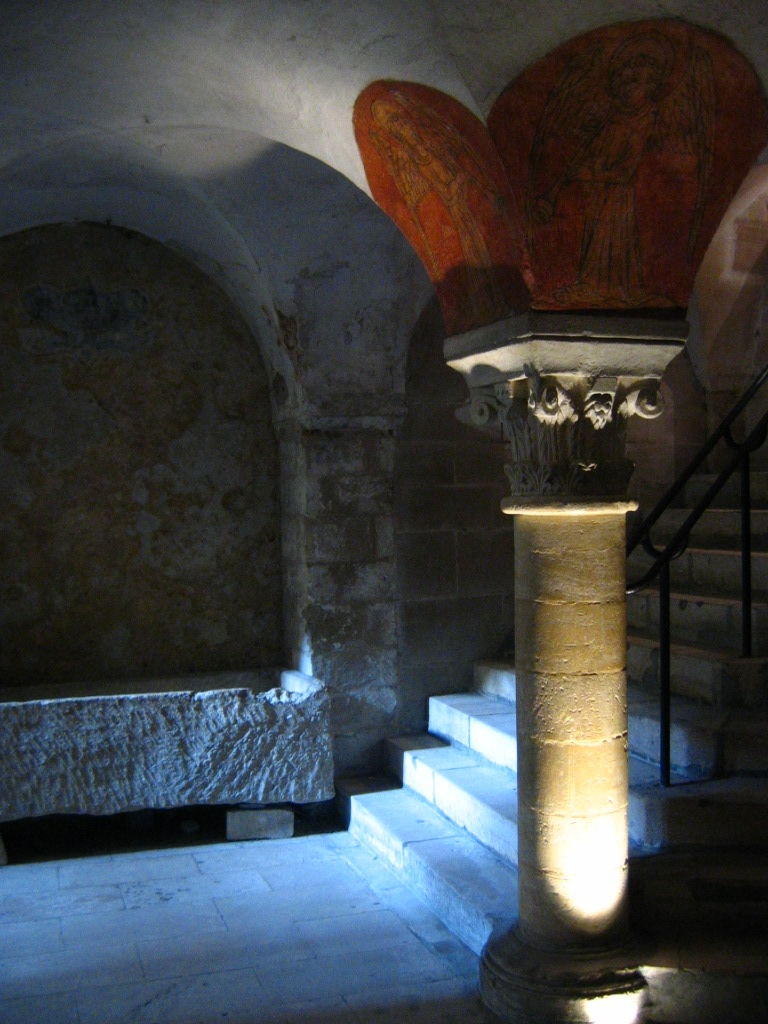
Cripta de la catedral de Bayeux

A principios del siglo XI, Normandía estaba inserta en una red de intercambios comerciales orientada hacia la Europa del noroeste. Los comerciantes de Ruan ya asistían a Londres, donde llevaban vino. Ruan siguió recibiendo los esclavos entregados por los vikingos. La circulación de moneda era allí más intensa que en otros lugares.

##### Vida rural
Un hecho relativamente raro en la época, fue que en Normandía se ignoró la servidumbre y que se utilizó el acre como unidad de superficie de la tierra. Las formas de tenencia se asignaban bajo vavassories o villainage y sustituyeron gradualmente al sistema carolingio de las mansos. Las corveas (trabajos colectivos) contraídas por los agricultores sobre las reservas señoriales fueron relativamente bajas, a diferencia de otras regiones francesas.
Sin embargo, Denise Angers (Universidad de Montreal), apoyándose en los libros terriers (registros de tierras de los señoríos) fue capaz de demostrar la persistencia de algunas cargas consideradas en otras regiones como serviles: formariage (matrimonio de un siervo fuera del señorío o con una persona de otra condición) y la mano muerta (derecho de sucesión percibido por el señor sobre los bienes de sus siervos), así como las corveas (en otras partes a veces referidas en las fuentes servidumbres) privan a los tenancieros de la libre utilización de su tiempo.

##### Reconstrucción
El renacer urbano y de culto en la Normandía del oeste de después de la época de las invasiones fue un fenómeno relativamente lento y progresivo: aparte del caso de la abadía del Monte Saint-Michel, habrá que esperar hasta los años 1030 para ver el renacer de los grandes monasterios normandos. Las ciudades episcopales de Caen y Valognes no difieren hasta 1025. Los duques hicieron todo lo posible para restaurar la vida monástica en Normandía: hacia 960, el reformador Gérard de Brogne resucitó Saint-Wandrille, y Ricardo I reconstruyó la iglesia abacial de Fécamp. Pero fue Ricardo II quien hizo llegar a Guillermo de Volpiano para reanimar la vida de la abadía, de acuerdo con la regla benedictina. Roberto I el Magnífico fundó la abadía de Cerisy-la-Forêt en 1032.

#### La aventura italiana y siciliana
Muchos normandos fueron tentados a probar suerte en el Mediterráneo e incluso fundaron una nueva dinastía: los hijos de Tancredo de Hauteville, principalmente Guillermo Brazo de Hierro, Robert Guiscard, Roger de Hauteville, después el hijo de este último, Roger II, que se convirtió en rey de Sicilia. Los normandos del sur de Italia jugarán un papel importante en la historia del Imperio bizantino y en la aventura de las cruzadas. 

#### La obra de Guillermo el Conquistador

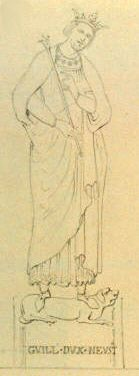
Dibujo de la estatua de Guillermo en la abadía de Saint-Étienne à Caen

Se conoce la vida de Guillermo el Conquistador gracias al trabajo de su biógrafo Guillermo de Poitiers.
El duque Roberto I el Magnífico murió durante una peregrinación a Jerusalén: los desórdenes se multiplicaron entonces en Normandía, durante la decena de años que correspondieron a la minoría de Guillermo. Alrededor de 1046, una parte de los señores formaron una coalición para apartar a Guillermo el Bastardo —era hijo del soltero Roberto I y de su concubina Arlette de Falaise— (más tarde Guillermo el Conquistador) a favor de Gilbert, conde de Brionne y nieto de Ricardo II. Apoyado por el rey de Francia Henri I, acabó con ellos en 1047 en la batalla de Val-ès-Dunes. Hasta 1055, tuvo que deshacerse de algunos Grandes demasiado ambiciosos, salidos del linaje ducal. Confiscó los feudos del duque de Arques. Restableció el orden mediante una hábil política de distribución de la tierra. Controló más firmemente a los agentes del poder, los vizcondes. Expandió su red de fidelidad por elección conyugal: se casó con Matilde, hija del conde de Flandes Balduino V y sobrina del rey de Francia, a pesar de la prohibición del papa León IX. Para mantener el control sobre los señores rebeldes del Bessin y del Cotentin, hizo de Caen, un simple pueblo, su capital política y judicial. Hizo construir dos grandes abadías y un château.

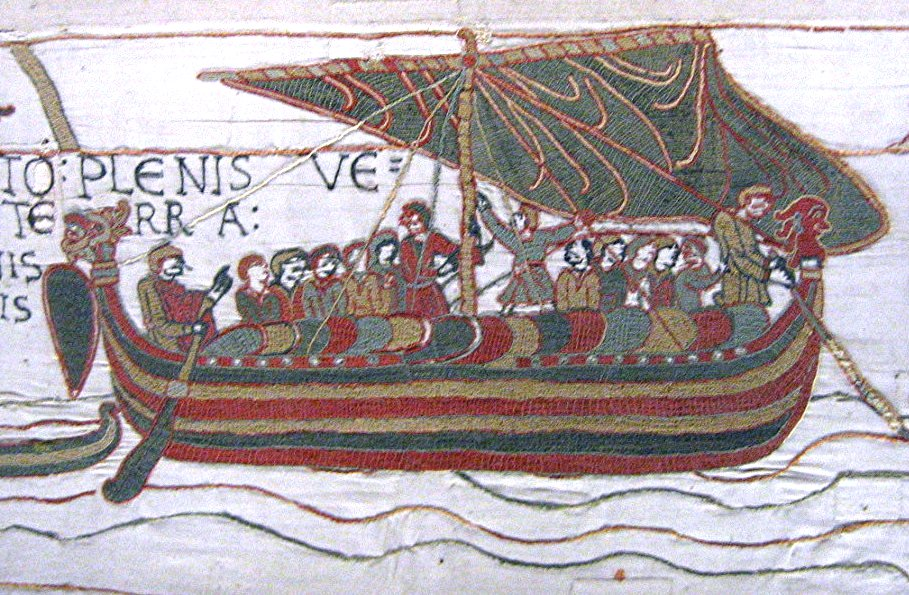
Tapisserie de Bayeux

##### Conquista de Inglaterra
Desde 1050, el rey inglés Eduardo el Confesor había hecho llamamientos a Guillermo para hacer frente a las amenazas de su aristocracia. Al no tener heredero directo, le dejó pensar que podría recoger su herencia después de su muerte, que ocurrirá el 5 de enero de 1066. Sin embargo, Harold Godwinson, cuñado del difunto rey fue coronado en su lugar en Westminster. Guillermo decidió entonces tomar su herencia por la fuerza desembarcando en Inglaterra.
El ejército de Harold había partido hacía poco al norte del país para rechazar la última invasión vikinga de Inglaterra, dirigida por Harald Hardraada rey de Noruega y también pretendiente del trono de Inglaterra, en la batalla de Stamford Bridge 25 de septiembre del 1066. Los ejércitos de Guillermo y de Harold se encontraron apenas tres semanas después, el 14 de octubre, y se batieron en la batalla de Hastings, donde Harold fue derrotado el 14 de octubre del 1066. El 25 de diciembre de ese mismo año 1066, Guillermo fue ungido y coronado rey de Inglaterra en la abadía de Westminster.

##### Consecuencias
Dotado de esta nueva legitimidad real, Guillermo fortaleció considerablemente el ducado normando durante su reinado. Esta política fue posible gracias a las riquezas que se atribuyó después de la conquista de Inglaterra. Además, permitió que la aristocracia normanda tomase posesión de tierras al otro lado del canal de la Mancha. Guillermo siguió de cerca las intrigas de su hijo Robert Courteheuse. Su nuevo poder despertó la sospecha del rey de Francia. La partición de su legado se decidió así: Inglaterra, para William Rufus; Normandía, para Robert Courteheuse. Pero esto no fue suficiente para evitar el malestar feudal y fratricida, que estallaron a la muerte del Conquistador en 1087 y duraron hasta 1106.

##### Periodo de anarquía
Robert Courteheuse partió para Tierra Santa para asistir a la primera cruzada. Cuando regresó a Occidente, su hermano William Rufus había muerto y Henri Beauclerc había usurpado el trono de Inglaterra gracias a algunos apoyos. Henri se sobrepuso a su hermano en 1106 en la batalla de Tinchebray.

#### ElsigloXII

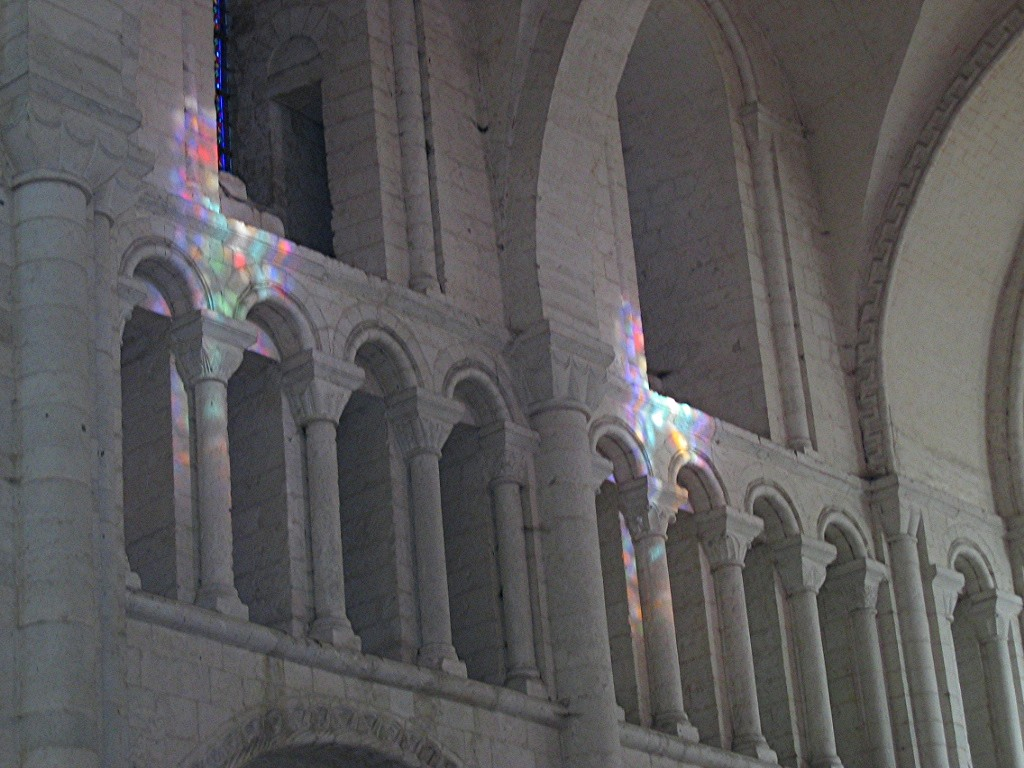
Nave de la abacial de Saint-Georges de Boscherville

El duque Henri Beauclerc debió de hacer frente a la ambición de la casa de Bellême, aliados del conde de Anjou y del rey de Francia. La continuidad dinástica fue amenazada cuando Guillermo Adelin, único hijo de Beauclerc, pereció en el hundimiento de la Blanche-Nef en 1120. Su hija Matilde fue reconocida por los barones normandos como heredera del ducado. Se casó en 1128 con Godofredo Plantagenêt, conde de Anjou y de Maine.
A la muerte de Enrique I (1135) se abrió de nuevo la crisis dinástica; Esteban de Blois, sobrino de Henry y nieto de Guillermo el Conquistador por parte de su madre Adela de Normandía, reclamó el trono de Inglaterra: el período de anarquía duró durante veinte años. Esteban de Blois rindió homenaje por el ducado de Normandía a su señor, el rey de Francia. Geoffroy Plantagenêt tuvo que liderar varias expediciones para recuperar la herencia de su esposa: en 1144, fue victorioso en Ruan y en Arques. Para obtener el homenaje del rey de Francia, debió ceder el castillo de Gisors.
Después de la muerte de Geoffroy Plantagenêt, su hijo Enrique II heredó Normandía. Aumentó sus posesiones al casarse con la heredera de Aquitania, Leonor, en 1154. Normandía seguidamente se integró en un amplio estado Plantagenet que iba desde Escocia hasta los Pirineos. El Vexin fue siempre un problema entre el rey de Francia y el duque normando. Después de la muerte de Henri II, le sucedió su hijo Ricardo Corazón de León. Este último partió a las cruzadas y fue apresado en 1193. Su hermano Juan sin Tierra trató entonces de tomar su lugar. Buscó el apoyo del rey Felipe II Augusto (r.1180-1223) y le cedió muchas tierras y fortalezas al este del ducado, incluyendo la región de Verneuil. En febrero de 1194, los Capetos se apoderaron de Évreux, del Neubourg y de Vaudreuil y atacaron Ruan. Ricardo fue puesto en libertad y volvió a Verneuil. Aprovechando una tregua de un año, Ricardo emprendió la construcción del castillo Gaillard, aguas abajo de Ruan.

#### El final de la Normandía de los Plantagenêts (inicios delsigloXIII)

##### Los acontecimientos
Ricardo Corazón de León murió en 1199. El 25 de mayo de 1199, Juan sin Tierra se hizo coronar duque de Normandía en Ruan. Tuvo mala prensa en la Edad Media, sobre todo a causa de la presión fiscal que ejerció y se decía que incluso estaba poseído por el diablo. Rindió homenaje al rey de Francia y las negociaciones condujeron a la firma del tratado de Goulet. Juan sin Tierra se casó por la fuerza con Isabel Taillefer, prometida a Hugo X de Lusignan, vasallo del rey de Francia, que contaba entonces 12 años y a la que secuestró el mismo día de su boda. Este último sintiéndose agraviado hizo un llamamiento a la justicia de su suzerano Felipe II Augusto, que pronunció el decomiso de los feudos de Juan sin Tierra, debido a su ausencia. En otras palabras, el señor francés confiscó las tierras de su vasallo en aplicación del derecho feudal. Dio esos dominios al sobrino del Plantagenet, Arturo I de Bretaña, aparte de Normandía, que se reservó. En el verano de 1202, Felipe Augusto se apoderó del pays de Bray. Juan sin Tierra hizo asesinar a su sobrino, Arturo de Bretaña; sus barones normandos, influenciados por el rey de Francia, le abandonaron. En el verano de 1203, el castillo Gaillard fue sitiado y aguantó hasta el 6 de marzo de 1204. El 21 de mayo, la ciudad de Caen cayó en manos de los franceses. Por último, el 24 de junio de 1204, las tropas de Felipe II Augusto entraron en Ruan, después de vencer la resistencia de sus habitantes. El rey había conquistado Normandía, que se incorporó al dominio real de Francia: esto significó que el rey tendrá nuevos ingresos e impondrá a sus oficiales en el antiguo ducado.

##### Balance del periodo ducal

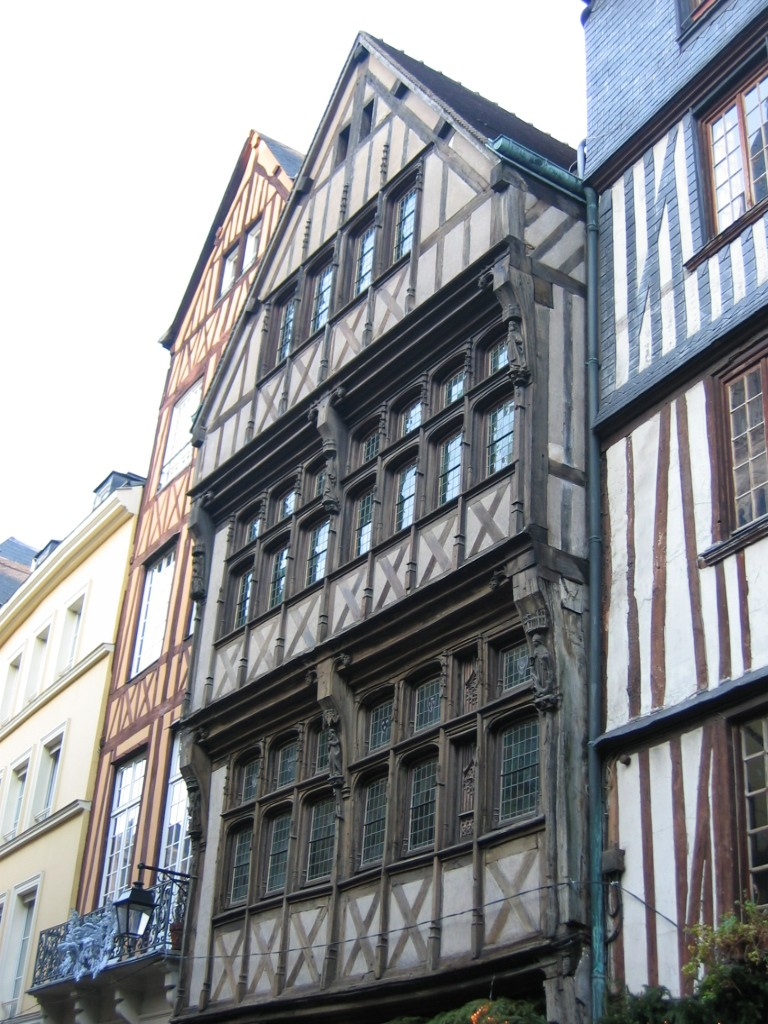
Casa medieval, Ruan

El ducado de Normandía, al igual que el resto de Occidente, experimentó un periodo de expansión demográfica y económica. Fue el momento de los grandes desbroces, dirigidos por los monasterios o las familias: los claros tomaron el nombre de los desbrozadores, seguidos por la desinencia -erie o -ière. Nuevas aldeas y pueblos nacieron en ese momento. Los señores normandos desmembraron sus reservas, provocando el nacimiento de tierras concedidas a título de granja perpetua, los futuros feudos plebeyos. Los progresos agrícolas se pueden explicar por la adopción generalizada de la rotación trienal, lo que mejoró los rendimientos, por la collera y por la utilización del caballo como animal de tiro. La economía monetaria penetró en el mundo rural antes que en otros lugares: desde el siglo XI, todos los normandos pagaban un impuesto directo, la graverie, en especies. Las rentas de la tierra se utilizaran a partir de finales del siglo XII.
El comercio fluvial también se desarrolló: los comerciantes de Ruan disponían de franquicia en Londres. En el siglo XII, muchos pueblos basaban su prosperidad en la pañería.
En el siglo XI, los barones normandos disponían de varios feudos, que obtenían directamente del duque y le prestaban homenaje. Luego venían los señores que poseían tierras y que estaban construyendo sus residencia en el marco de la mota castral, como la de Aplemont, cerca de Havre. 
Fomentaron la creación de burgos y faubourgs. Algunos linajes se empobrecieron rápidamente. Los vavasseurs estaban en la dependencia de estos señores y eran dueños de una vavassorie, una fracción del feudo. Los feudos llamados «de haubert» eran a veces subdivididos en medio feudo de haubert o cuarto de feudo de haubert. Entre los Paysan, es decir campesinos, una parte emergió en un grupo de labradores ricos, que tenían por lo menos un tren de arado y animales de tiro. Los cottagers (aldeanos) o bordiers formaban el proletariado rural, pero prácticamente no hubo siervos en Normandía.

### Normandía se convierte en francesa

#### La integración francesa
La política del rey Felipe II Augusto fue hacer todo lo posible para facilitar la integración del ducado en el dominio real: conservó las especificidades normandas. Los Establecimientos de Ruan, que daban el monopolio de la navegación en el Sena a los comerciantes de Ruan, fueron confirmados. Se conserva la institución del Échiquier (una suerte de Cámara de Cuentas), la corte judicial y administrativa de Normandía, así como la costumbre de Normandía, una suerte de derecho consetudinario. Veló por controlar sus vasallos y dejó en su lugar la institución a los vizcondes. Instaló bailíos franceses en toda la región. Restituyó a los capítulos catedralicios el cuidado de elegir su obispo.
El siglo XIII fue un momento de prosperidad económica: beneficiándose de la seguridad de los Capetos, los agricultores desbrozaban, a menudo alentados por los señores y por el propio rey. Burgos y villas nuevas, dotadas de privilegios, surgieron por todas partes. La agricultura se diversificó: trigo, cebada, hierba pastel, rubia, lino, cáñamo, leguminosas...
Las ciudades también crecieron y Ruan se dotó de una tercera muralla. Las ferias atrajeron a comerciantes de las regiones vecinas. Felipe IV el Hermoso estableció un arsenal en el puerto de Ruan (el Clos aux galées). Los comerciantes de Ruan exportaban vino y trigo a Inglaterra y regresaban con estaño, lana y paños.

#### Apogeo del gótico

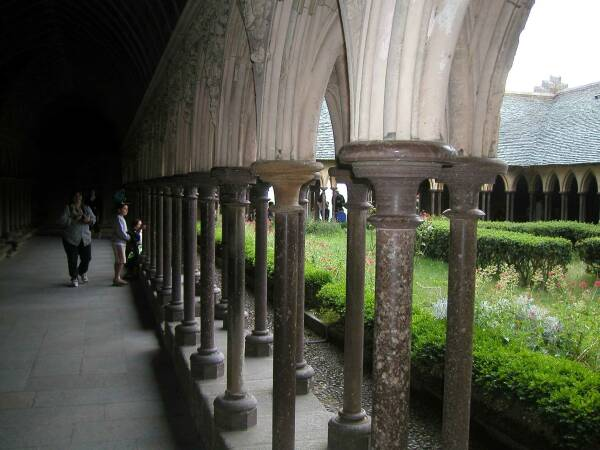
Claustro de la abadía de Mont-Saint-Michel

En la primera mitad del siglo XIII la arquitectura normanda mantuvo su originalidad: esbeltez, torres-linternas de base cuadrada (Ruan). Después, se impuso el gótico francés. Las innovaciones hicieron evolucionar los edificios hacia una mayor claridad (supresión de las tribunas, arbotantes). Los reyes y los Grandes financiaron los trabajos: Felipe II Augusto contribuyó a la construcción de la maravilla de Mont-Saint-Michel.

#### Fermento de la crisis a finales delsigloXIII
Los trastornos relacionados con los impuestos se multiplicaban en Ruan: las revueltas de 1281 vieron al alcalde asesinado y el saqueo de las casas nobles. Frente a la inseguridad, Felipe IV el Hermoso suprimió la comuna y retiró a los comerciantes el monopolio del comercio en el Sena. Pero los ruaneses recobraron sus libertades en 1294. Las mutaciones de la moneda real disminuyeron los ingresos de las rentas para los burgueses. Después de la muerte de Felipe el Hermoso, la agitación se reanudó y el poder debió conceder la Carta de los Normandos (1315) y la segunda Carta de los normandos (1339), que reafirmaron la autonomía normanda en materia de justicia y de impuestos. Los estados de Normandía fueron asambleas convocadas para resolver los problemas financieros del reino. Se convirtieron en perennes e influyente.

### Normandía en la guerra de los Cien Años (XIVyXV)

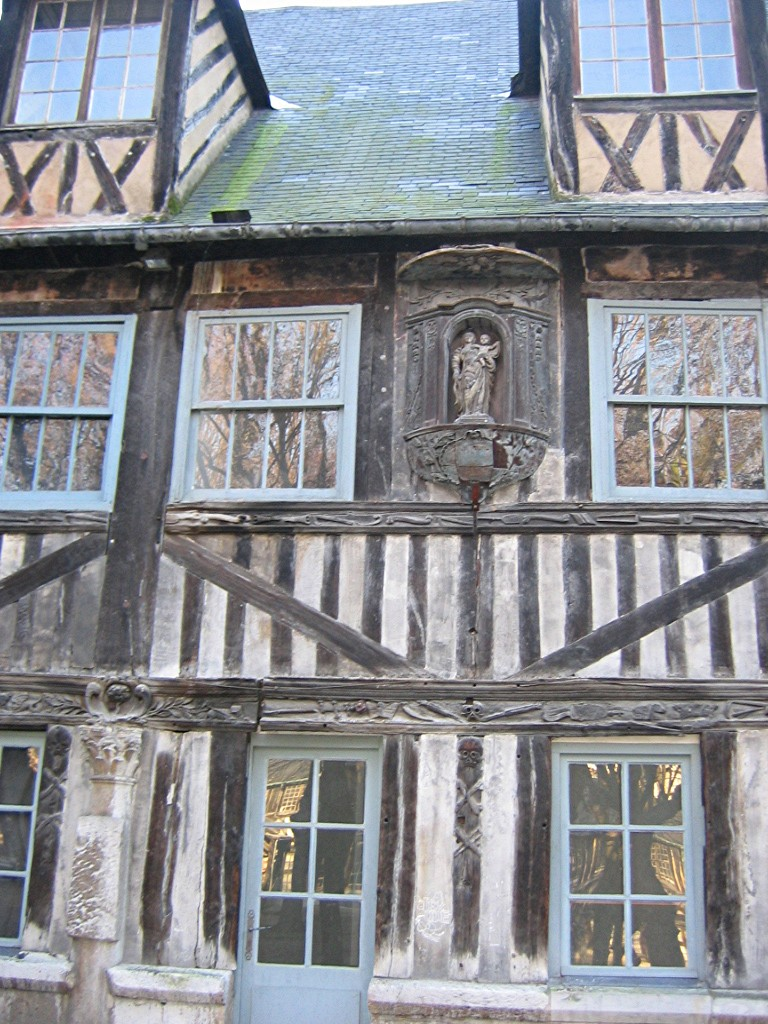
Aître Saint-Maclou, ossuaire à Ruan, où l’on entreposait les os prélevés dans les fosses communes

Cuando en 1337 estalló entre los reinos de Francia e Inglaterra la que será famosa guerra de los Cien Años, Normandía no fue en origen la causa del conflicto. Aunque, por su riqueza y su pasado anglo-normando, rápidamente se convirtió en un problema. En 1346, el rey Eduardo III de Inglaterra y su ejército desembarcaron en el Cotentin, atravesando toda la región y saqueando y destruyendo todo a su paso. Los ingleses regresaron a su isla después de ganar la batalla de Crécy (1346) en Picardia.
La peste negra afectó a Normandía desde 1348 y provocó epidemías recurrentes en la región. En combinación con la devastación de la guerra y la hambruna, la peste hizo estragos entre la población de la región. Este difícil contexto provocó disturbios populares en Ruan en 1382 contra los impuestos.
Normandía fue también el escenario de una violenta oposición entre el rey Juan II de Francia (r. 1350-1364) y Carlos II de Navarra, conde de Evreux y rey de Navarra. Este último era nieto de Felipe IV el Hermoso por su madre y reivindicaba sus derechos al trono de Francia. Era propietario de tierras en Normandía, en particular con el condado de Evreux, y se aprovechó de la guerra de los Cien Años para jugar la alianza inglesa. Después de expandir sus dominios normandos por el tratado de Mantes el 22 de febrero de 1354, Carlos II de Navarra fue encerrado en castillo Gaillard, pero logró escapar el 9 de noviembre de 1357. Se agitó el clima antifiscal en Normandía. El ejército francés comandado por Bertrand Du Guesclin, finalmente le venció en Cocherel 16 de mayo de 1364. Por el tratado de Aviñón, en marzo de 1365, Carlos II de Navarra cedió al rey de Francia Carlos V el Sabio (r. 1364-1380) sus posesiones normandas a cambio de la ciudad de Montpellier, una soberanía que no llegó a ejercer, dado que sus habitantes se sublevaron negándose a aceptar su dominio. 
Tras una pausa de algunos años, se retomó la guerra de los Cien Años y esta vez concernió en especial a Normandía en su primera fase. En agosto de 1415 el rey de Inglaterra Henri V desembarcó en el estuario del Sena para reclamar sus tierras patrimoniales ancestrales. Sitió la ciudad de Harfleur que acabó cayendo. Luego derrotó a los franceses en Azincourt. Después de una estancia en Inglaterra, Enrique V regresó a Normandía, pero esta vez con el objetivo de conquistar toda la región. En 1419, la capital, Ruan cayó. Los ingleses se hicieron con una buena parte del reino de Francia. Por el tratado de Troyes firmado en 1420, Henri V obtuvo la mano de Catalina, hija del rey de Francia Carlos VI; a la muerte de este último, Henri V del que su hijo se convertirá en rey de Francia e Inglaterra. En 1422, Henri V y Carlos VI mueren. Como Henri VI aún era un bebé, el duque de Bedford asumió la regencia. Creó la Universidad de Caen en 1432 e intentó cuidar las particularidades de los normandos. La nobleza, el clero y la burguesía en su gran mayoría se unieron al rey Plantagenêt, cuyo reino parecía legítimo como duque de Normandía, así que como rey de Francia. Pero la presión fiscal que impuso suscitó el descontento. Bedford intervino para que Juana de Arco fuese condenado a muerte. El 30 de mayo de 1431, capturada en el sitio de Compiègne, fue «vendida» a los ingleses y quemada viva después de un largo juicio en Ruan. Sus cenizas fueron esparcidas en el Sena. En 1434, los impuestas exigidos por los ingleses para financiar sus campañas provocaron un clima de insurrección en toda la región. En la primavera de 1449, la ofensiva de los ejércitos de Charles VII en el Cotentin, en la Baja Sena y en el centro de Normandía marcaron el comienzo de la reconquista capeta. La ocupación inglesa de Normandía terminó en 1450 después de la batalla de Formigny que ganó el condestable Arturo, conde de Richemont en el Calvados actual. Cherbourg fue la última villa liberada en el verano de 1450. Las élites se sumaron a la dinastía de los Capetos y las iglesias se cubrieron con lirios para significarlo. La reconstrucción de las edificaciones dañadas o destruidas por la guerra pudo entonces comenzar.

### Revuelta de Monsieur Charles
Monsieur Carlos, apanageado en Normandía, quiso reinar sobre su ducado que le había confiscado su hermano mayor, el rey Luis XI. En conflicto con él, se refugió en los dominios del duque Francisco II de Bretaña. Juntos, ordenaron una campaña en Normandía en 1467-1468. Pero después de algunos éxitos iniciales, el ejército bretón volvió a casa y se firmó una tregua entre los beligerantes en Ancenis (1468).

## El Renacimiento en Normandía

### El primerXVI

#### Retorno de la prosperidad

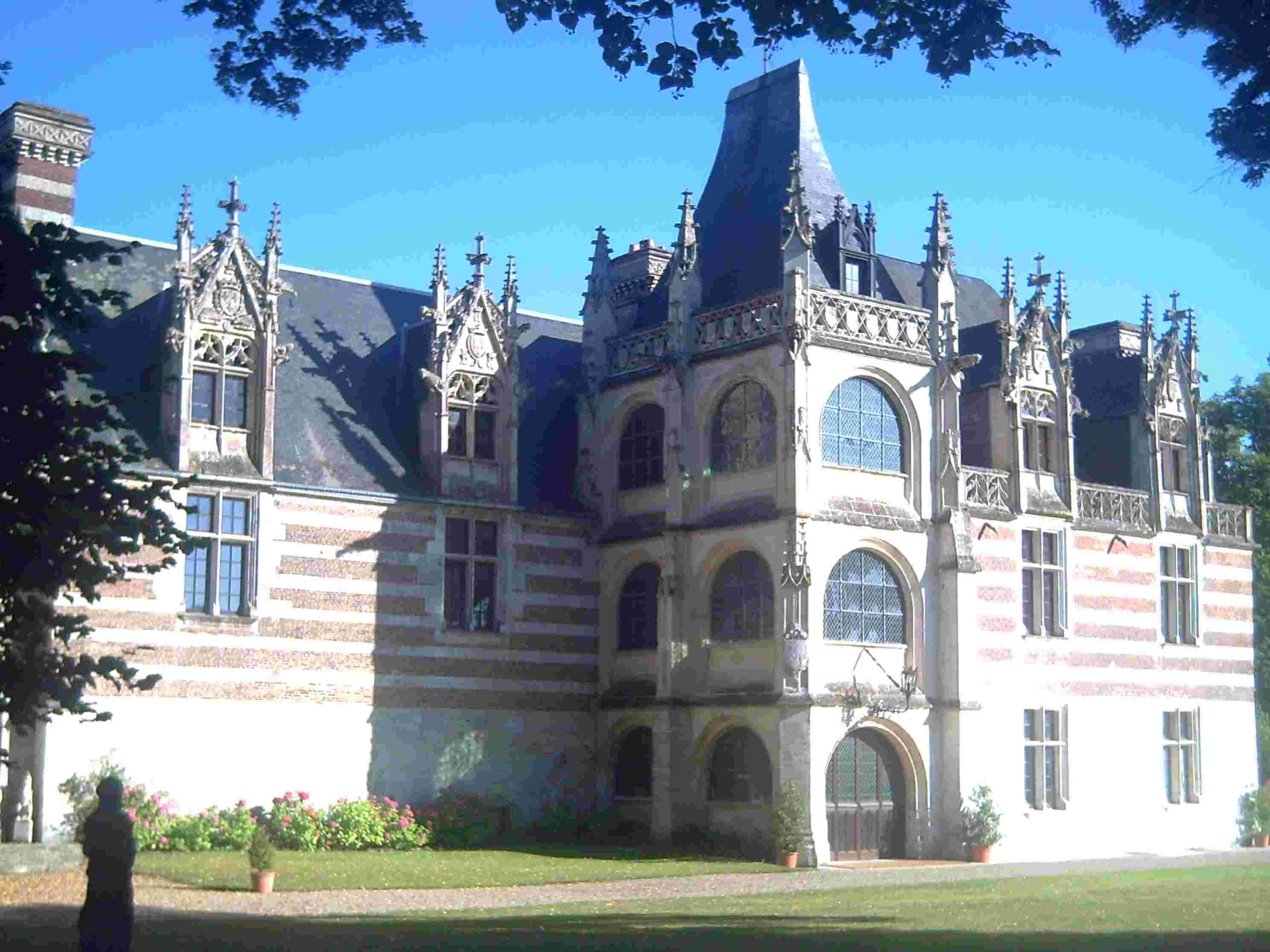
Château d'Ételan, Sena Marítimo

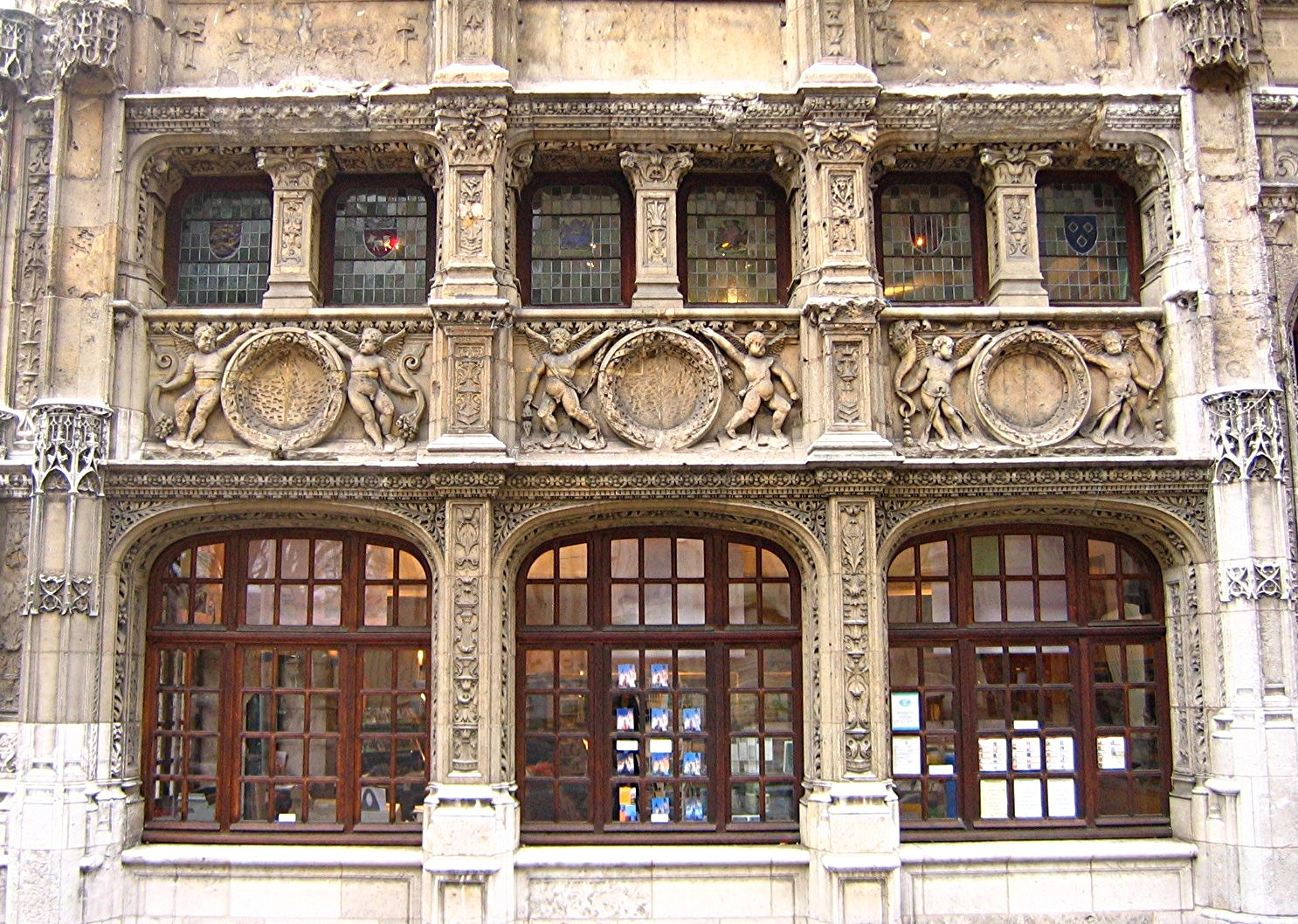
Casa de Finanzas, Ruan, 1510

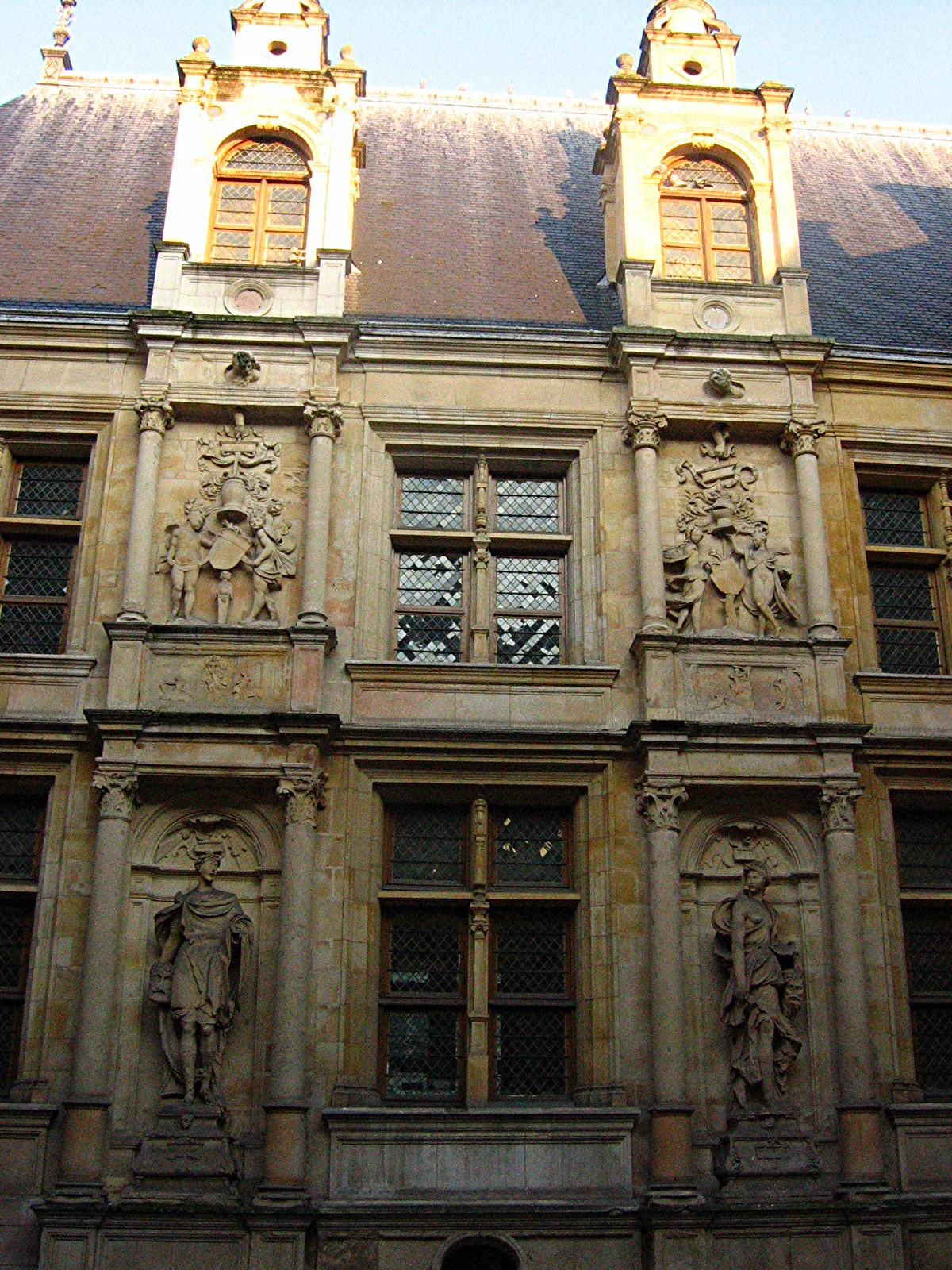
Hôtel d'Escoville, Caen,

Cuando la guerra de los Cien Años terminó, Normandía comenzó a recuperarse de su ruina económica y demográfica. Después de los desastres del periodo 1337-1450, el crecimiento demográfico permitió a Normandía recuperar, en torno a 1530, la población de antes de la crisis. En 1517, el rey François I (r. 1515-1547) creó el puerto y la ciudad de Le Havre. En Ruan, la pañería experimentó un auge sin precedentes. Los pescadores normandos iban a buscar el arenque al mar Báltico y el bacalao en Terranova. Informaron de la sal de Guérande. Hasta 1570, el canal de la Mancha fue un lugar de paso para los navíos comerciales que se dirigían hacia Londres o Amberes. Los comerciantes normandos importaban materias primas de las islas británicas (lana, estaño, cuero, etc.), sal y alumbre del sur; frecuentaron el puerto de Amberes. Harfleur, hoy en la aglomeración de Le Havre, era el principal puerto de Normandía —«Souverain port de Normandie et Clef du royaume de France»— y acogía a los comerciantes hispanos.
Normandía participó en el movimiento de los grandes descubrimientos, en especial con la salida en 1503 de Binot Paulmier de Gonneville desde Honfleur hacia las costas de Brasil, en 1506 con la visita de Terranova y la desembocadura del río San Lorenzo por el honfleures Jean Denis o la partida, en 1608, de una expedición dirigida por Samuel de Champlain, que acabará fundando la ciudad de Quebec. Bajo el reinado de Francisco I, el armador de Dieppe Jehan Ango envió sus buques a Sumatra, Brasil, Argentina y Canadá. Dieppe fue también la sede de una escuela de cartografía y de hidrografía, la Escuela de cartografía de Dieppe bajo la dirección de Pierre Desceliers. Los ruaneses enviaron a Giovanni da Verrazzano a buscar palo de Brasil en América del Sur. En 1550, un festival brasileño ya fue organizado en el Sena en Ruan, en honor a la visita del rey Henri II.
El dinamismo y la prosperidad de Normandía se puede ver a través de las numerosas mansiones que se construyeron en las campiñas y los hoteles urbanos en las principales ciudades. Finalmente, Normandía se abrió particularmente a la influencia protestante.

#### Renacimiento artístico en Normandía
El auge económico de la primera mitad del siglo XVI y la presencia de mecenas prestigiosos — Georges d'Amboise o la familia de Estouteville— permitió que el Renacimiento ecolosionara en Normandía. Las mansiones y castillos rurales no hacen más que plantar elementos renacentistas e italianizantes sobres plantas de tradición gótica. Una cierta profusión decorativa conoció una moda cierta en ese momento, tanto en la ciudad como en las campiñas. Los materiales utilizados fueron el ladrillo, la madera y la piedra tallada. El aumento de estas construcciones se rompió por las guerras de religión en la segunda mitad del siglo XVI. 

### Las guerras de religión
El protestantismo se implantó temprano en Normandía (desde la década de 1530), especialmente en las ciudades. La primera ciudad que abrazó el calvinismo fue Alençon donde Margarita de Angulema (1492-1549) dejó que se implantará, convirtiéndose rápidamente en un foco de la Reforma protestante. Las campiñas del norte de pays de Caux, del valle del Sena (Caudebec-en-Caux) y del Bessin se vieron afectadas. El Cotentin fue ganado por las ideas de la Reforma más tarde (segunda mitad del siglo XVI): el sieur de la Mare, Pierre de Comprond , fue quemado vivo en Coutances. 
El éxito de la reforma se explica por la venta de indulgencias y la ausencia de sacerdotes. La región era relativamente rica y alfabetizada, abierta a las influencias externas por el comercio. Ruan era el tercer centro de impresión de libros en Francia y muchos impresores también se habían instalado en Caen.
Los protestantes eran principalmente pequeños nobles, ciudadanos de Caen y artesanos textiles. La cronología básica fue:
- 1562: comienzo de las guerras de religión: iconoclastia en varias ciudades (Alençon, Ruan, Caen, Coutances, Bayeux); asedio y saqueo de Ruan en octubre; tratado de Hampton Court entre la reina Isabel I de Inglaterra y el líder de los hugonotes franceses Luis I de Borbón-Condé por el que Inglaterra daría apoyo militar y económico a los hugonotes, a cambio de que las tropas inglesas ocupasen los puertos franceses de El Havre y Dieppe.
- 1572: Masacre de San Bartolomé: masacre de protestantes en Ruan.
- 1589: 21 de septiembre, batalla de Arques, entre el Ejército real de Enrique IV de Francia (r.1589-1610y) las tropas de la Santa Liga de París, comandadas por Carlos de Lorena, que finalizó con la victoria de Enrique IV.
- 1590: batalla de Ivry, una victoria decisiva de Enrique IV de Francia, quien lideraba las fuerzas hugonotes contra las de la Santa Liga de París encabezadas por el duque de Mayenne.

A finales del siglo XVI, el protestantismo retrocedió en Normandía, aunque siguió estando relativamente bien establecido en Caen y Alençon. Poco antes de la revocación del Edicto de Nantes en 1685 por el Edicto de Fontainebleau de Luis XIV , Normandía era la provincia del norte de Francia que tenía el mayor número de habitantes que adoptaron la Reforma. Unos 200 000, se trataba de la parte más laboriosa de la población normanda. En la revocación, no menos de 184 000 (92%) protestantes aprovecharon la proximidad al mar para huir a Inglaterra y Holanda, países protestantes con los que mantenían relaciones cercanas. Más de 26 000 casas normandas quedaron desiertas. La población de Ruan cayó de 86 000 a 60 000 habitantes. La salida del reino de los 4000 protestantes más ricos de Caen, que se dedicaban casi todos al comercio marítimo, empobreció a la población privada de las relaciones comerciales mantenidas previamente por ellos. La totalidad de protestantes de Coutances emigró, llevando consigo a Inglaterra todas las manufacturas de telas que eran de su propiedad. La mitad de los 800 reformistas con que contaba Saint-Lô pasó al extranjero. Más de la mitad de los 300 reformistas de la elección de Mortain se estableció en Inglaterra y Holanda.
La emigración de maestros, seguida de sus trabajadores más cualificados —no sólo los protestantes, sino a veces los católicos deseosos de mantener sus puestos de trabajo— arruinó para muchos años las diversas ramas de la industria y el comercio que florecían entonces en Ruan, Darnétal, Elbeuf, Louviers, Caudebec, Le Havre, Pont-Audemer, Caen y Alençon al punto de que esta provincia una vez industriosa sufrió entonces para cubrir apenas su propio consumo.
Las violencias religiosas no perdonaron la provincia: alrededor de 80 000 normandos reformistas se exiliaron en Prusia, los Países Bajos e Inglaterra.

## Normandía en el siglo de Luis XIV

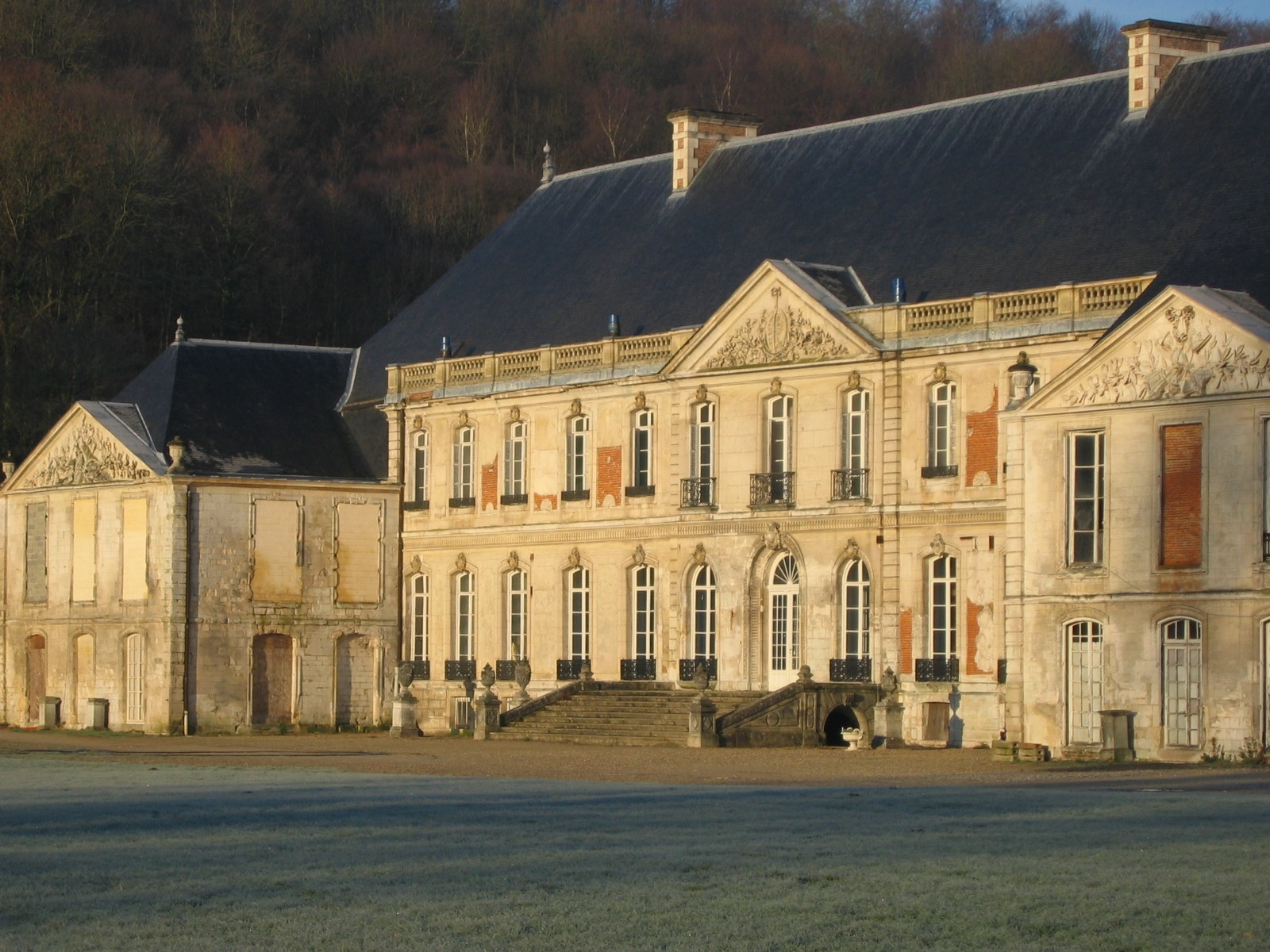
Abadía de Gruchet-le-Valasse, Sena Marítimo

La revuelta de andar descalzo (Révolte des va-nu-pieds) fue un levantamiento popular que tocó Normandía en 1639 tras la decisión de Luis XIII de extender el impuesto sobre la sal a todo el territorio. Las revueltas ya habían sacudido a la provincia antes, a medida que la carga fiscal se hacía más pesada: en 1623 en Ruan, en 1628 y 1634 para protestar contre une tasa sobre el marcado del cuero... La revuelta de 1639 ya fue general y afectó a las principales ciudades en agosto.
En 1667, Jean-Baptiste Colbert, ministro de Luis XIV, creó las manufacturas reales de pañerías de Elbeuf. Normandía experimentó entonces un pequeño periodo de prosperidad. La presión fiscal incluso se redujo. Se construyeron castillos de estilo clásico (Balleroy, Château de Beaumesnil, Cany, Flamanville).
Pero a partir de 1689, se reanudó la guerra contra Inglaterra y el litoral normando sufrió varios ataques. En 1692, la flota francesa sufrió una aplastante derrota en la batalla de la Hougue, en el Cotentin. En 1694, Le Havre y Dieppe fueron bombardeadas.
Las relaciones transatlánticas con América se intensificaron. Los normandos continuaron la exploración del Nuevo Mundo: el ruanés René Robert Cavelier de La Salle viajó en la región de los Grandes Lagos (América del Norte), después en el río Misisipí. Descubrió los territorios situados entre Quebec y el delta del Misisipí, es decir, lo que será la Luisiana francesa. Honfleur y Le Havre fueron dos de los principales puertos negreros de Francia. La trata enriqueció a varias familias normandas como los Fouache.
Los colonos que proporcionó Normandía (particularmente de la Basse-Normandie) a la Nueva Francia (Quebec) se encontraban entre los más emprendedores. Junto con la Normandía histórica, fue la antigua provincia de Perche de donde procedieron las más antiguas familias de Quebec: los Aubin, Baril, Beaulac, Bouchard, Boucher, Cloutier, Drouin, Gagnon, Giguère, Lambert, Landry, Leduc, Lefebvre, Mercier, Pelletier, Rivard, Tremblay y muchos otros ...

## El siglo de las Luces

### La economía normanda

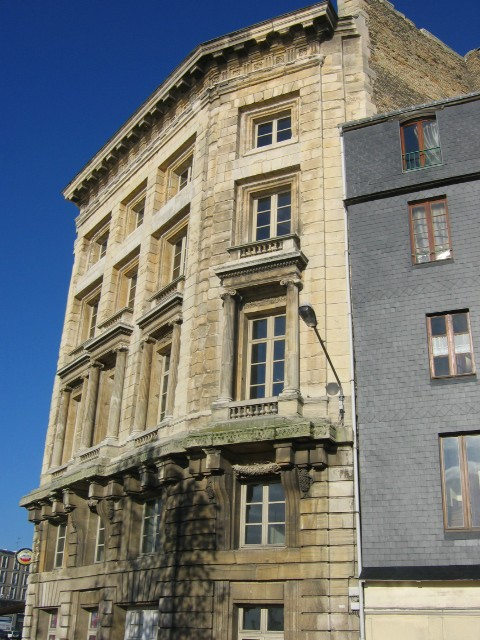
Casa del Armador,, hôtel urbano de un comerciante de Le Havre

El siglo XVIII constituyó el apogeo del tráfico negrero. Los burgueses de Le Havre, de Ruan y de Honfleur disfrutaron de los beneficios económicos del comercio triangular. El trabajo del algodón se desarrolló en estas ciudades y sentó las bases de la revolución industrial. Las manufacturas se multiplicaron y se instalaron en las afueras de Ruan. Pero estos cambios beneficiaron especialmente al este de Normandía (la Haute-Normandie), ya quel resto de la provincia se benefició menos del gran comercio marítimo.
La agricultura siguió siendo importante: la producción de cereales (Pays de Caux, Vexin, campiñas de Neubourg, de Caen, de Argentan), ganadería láctea (Pays de Bray, Bessin), ganadería de carne (Pays d'Auge), las manzanas para sidra, experimentaron un gran progresó, mientras la vid retrocedía rápidamente. En pequeños sectores, aumentó la productividad gracias a la desaparición gradual del barbecho en el Pays de Caux y en la llanura de Caen. El bocage normando —pequeñas parcelas irregulares, con tierras de cultivo y prados— ofrecía rendimientos mediocres.
La hilatura, el tejido, la fabricación de telas fueron las actividades artesanales más practicadas en las campiñas normandas. Ruan siguió siendo el mayor centro de producción de paños de lana. Al final del siglo XVIII comenzó a imponerse el hilado del algodón.
La metalurgia concernió principalmente a la zona de Alençon, al Pays de Ouche y al este de Normandía. Villedieu-les-Poêles fabricaba utensilios de cobre; Ruan era un centro de producción de vidrio, cerámica, porcelana, libros. Los astilleros navales se desarrollaron en el Havre, y también en Cherburgo, Caen, Ruan, Villequier y Dieppedalle. En el valle del Sena comenzaron a establecer centros de producción «químicos» (refinerías de azúcar). Los británicos introdujeron algunas tímidas innovaciones en los sectores textil y del metal normandos en el siglo XVIII.
En la década de 1780, la crisis económica y la crisis del Antiguo Régimen golpearon Normandía y desembocaron como en el resto del país en la Revolución francesa.

### La Revolución en Normandía

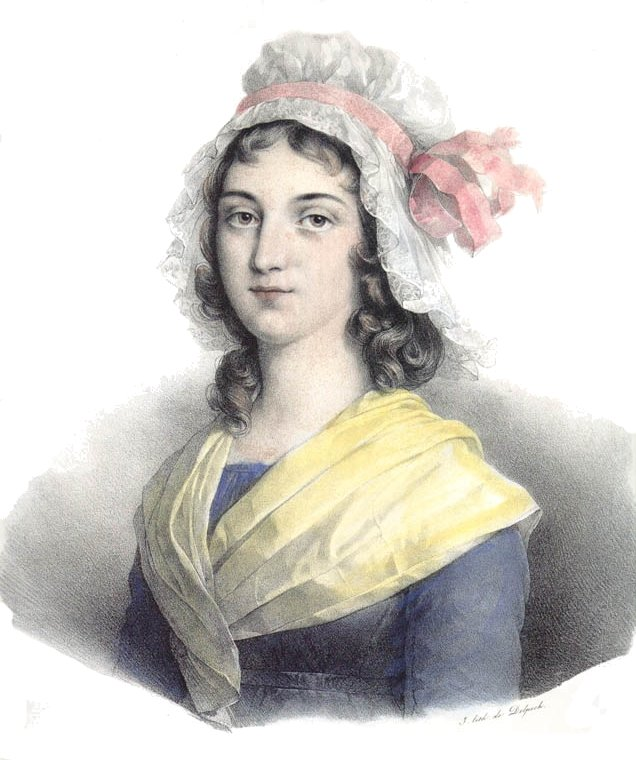
Charlotte Corday, originaria de Normandía

En 1788-1789, la cahiers de doléances revelaban las dificultades y expectativas de los normandos: las corporaciones y los peajes eran muy contestados. Las malas cosechas, el progreso técnico y los efectos del tratado comercial de 1786 con Gran Bretaña afectaron al empleo y a la economía de la provincia. Sobre todo, fue la elevada presión fiscal lo que los normandos soportaban mal.
Durante verano de 1789, la provincia sufrió el Grande Peur, un rumor de una conspiración aristocrática para aplastar la Revolución. En 1790 se instituyeron los cinco departamentos de Normandía. 
Los normandos aceptaron mal el reclutamiento masivo decretado por la Convención Nacional. Cuando el golpe de Estado de los montagnard en París que llevó a la caída de los girondinos el 2 de junio de 1793, varios diputados de ese partido, entre ellos François Buzot (el único normando del grupo), Gorsas, Barbaroux, Guadet, Louvet de Couvray, Pétion, se refugiaron en Normandía donde trataron de levantar una insurrección federalista contra el poder montañar del Comité de Salvación Pública. Reunieron en Caen un ejército de 2000 voluntarios bajo el mando del general Wimpffen. El 11 de julio de 1793, la joven normanda Charlotte Corday, que había frecuentado a los proscritos girondinos en Caen, asesinó a Marat en París. Pero el intento de los girondinos de marchar sobre París se convirtió en una derrota en la batalla de Brécourt el 13 de julio.
La victoria de la Montaña sobre la Gironda marcó el punto de partida del Terror. Fue bastante limitado en Normandía gracias a la moderación del representante en misión Robert Lindet. Este período, sin embargo, vio la aplicación de la descristianización en Normandía. La catedral Notre-Dame de Ruan se transformó así temporalmente en un templo de la Razón.
Durante la revuelta de la Vendée, los insurgentes realistas occidentales trataron de apoderarse de un puerto en la costa normanda, pero fueron rechazados en el sitio de Granville el 14 y 15 de noviembre de 1793. La chouannerie normanda se desarrolló a partir de 1795 en la Baja Normandía. Bajo el Directorio, bandas realistas realizaron golpes de fuerza en Domfront, Tinchebray, Vire. Un ejército católico y real de Normandía, al mando de Louis de Frotté, estuvo activo desde 1795 hasta 1800. Pocos en número, no sobrevivió a la pacificación de Bonaparte y a la ejecución de su jefe.
Bajo el Primer Imperio francés, el bloqueo, el reclutamiento y las malas cosechas de 1811 entrañaron de nuevo el descontento de los normandos.

## La mutación de las campiñas y la industrialización (sigloXIX)

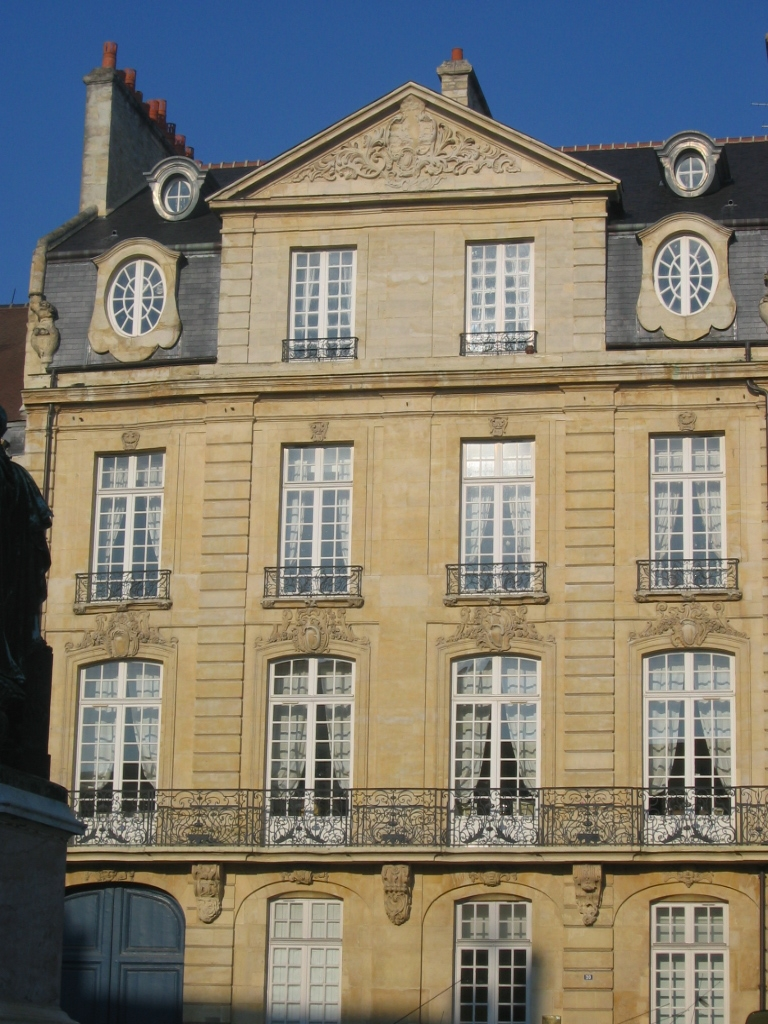
El Hôtel Fouet, Caen, siglo XVIII

Los normandos reaccionaron poco a los muchos trastornos políticos que caracterizaron el siglo XIX. Prudentes, por lo general, aceptaron los cambios de régimen (Primer Imperio, Restauración, Monarquía de Julio, Segunda República, Segundo Imperio Tercera República).

### Mutaciones de la industria y del transporte
- Renovación económica después de las guerras revolucionarias (1792-1815).
- Abolición de la trata de negros.
- Aparición de los barcos de vapor en el Sena y de los primeros trenes: inauguración de la línea París-Ruan el de 3 de mayo de 1843, ampliada en 1848 hasta Le Havre.
- Mecanización de la industria textil, uso de la fuerza hidráulica. Multiplicación de fábricas, especialmente en Sena Marítimo (Elbeuf, Bolbec, Le Havre, Louviers).
- Efectos sociales: proletarización, desempleo, éxodo rural, emigración relativa a los Estados Unidos.

La población normanda se estancó en alrededor de 2,4 millones de habitantes entre 1800 y 1900 pero este aparente inmovilismo enmascaró una redistribución demográfica dentro de la provincia. En general, las ciudades crecieron, más precisamente las ciudades durante la revolución industrial. Se trató principalmente de las ciudades del valle del Sena (Le Havre sobre todo, Ruan y su banlieue, Elbeuf). Las grandes fábricas, especialmente textiles, se desarrollaron y acogieron a varios cientos de obreros. Esta industrialización se apoyó principalmente en el uso de la energía hidráulica de los ríos y se intensificó gracias a las máquinas de vapor y a la creación de las primeras vías de ferrocarril. Sin embargo, una gran parte de Normandía (en especial la Basse-Normandie) permaneció fuera de estas transformaciones.

### Mutación de las campiñas
Globlamente, las campiñas normandas se despoblaron. Entre las razones de este declive, la conversión a la ganadería bovina, que afectó a casi toda la provincia. Sin embargo, esta actividad requería menos mano de obra que la cultura cerealista. Los granjeros normandos convirtieron sus campos en hierba o praderas artificiales y comenzaron a producir leche y sus derivados. Crema, mantequilla y quesos de Normandía (incluyendo el famoso camembert) aprovisionaron los mercados de París. Fueron esas cajas de camembert las que difundieron la imagen algo caricaturesca de una Normandía opulenta y verde: alrededor del campesino, se desplegaba un paisaje de bocage con sus vacas, sus setos, sus manzanos y sus edificios à pans de bois.
Una nueva actividad dinamizó el litoral: el turismo. El siglo XIX marcó el nacimiento de los primeros balnearios. Dieppe al principio, luego toda una serie de pequeños puertos (Saint-Valery-en-Caux, Étretat, Le Tréport, Trouville, Deauville, Cabourg) vieron erigirse villas, casino y gran hotel. La aristocracia y la alta burguesía parisina, sin olvidar a los ingleses, proseguían así su vida social en la costa normanda, la pintada luego por los impresionistas.
El éxito de estos lugares de veraneo contrastaba con el alergatamiento de las ciudades anteriormente ricas (Bayeux, Falaise, Alençon), con el declive de las campiñas proto-industriales (Pays d'Ouche, área alrededor de Vire, plaine de Caen etc.) y con la creación de barrios insalubres en las ciudades industriales (con una tasa particularmente alta de mortalidad, Ruan era un verdadero lugar de moribundos).

### Artes y letras

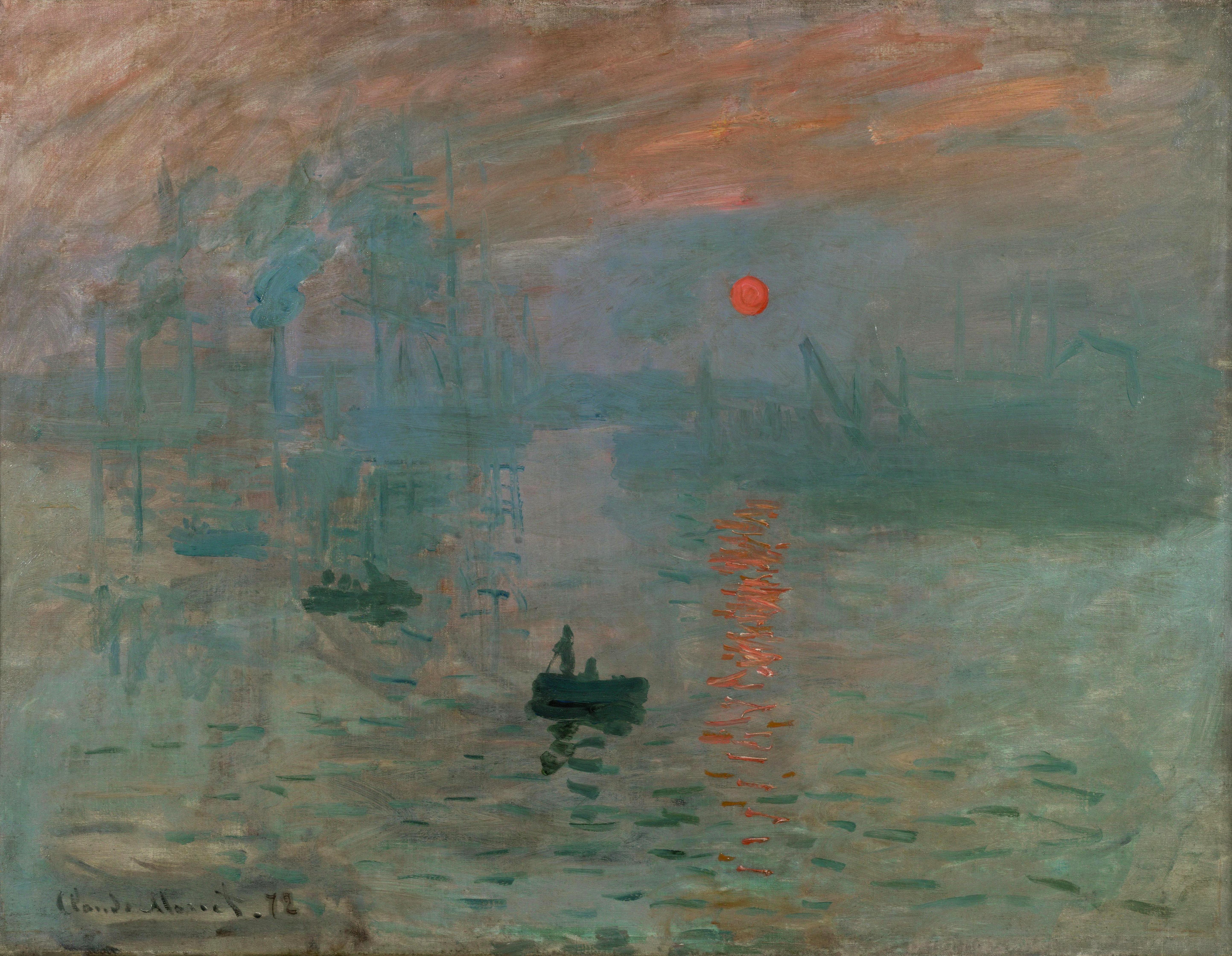
Claude Monet, Impression, soleil levant, 1872, pintado en el puerto de El Havre

Los cambios industriales afectaron a la sociedad y al arte. Normandía tuvo un papel importante en el movimiento artístico impresionista que se desarrolló en la segunda mitad del siglo XIX. Muchos lugares normandos, como los acantilados de Étretat, Giverny y la catedral de Ruan, fueron inspiración del impresionismo cuyo término proviene de una pintura de Claude Monet titulada Impression, soleil levant , presentada en la exposición de 1874.
También inspiró a muchos escritores como Honoré de Balzac que viajó en 1822 en Normandía, con su hermana Laure Surville. Allí conoció a una mujer joven refugiada en sus tierras, cerca de Bayeux, lo que le inspiró después: La Femme abandonnée y La Grenadière. En Normandía nacieron o vivieron otros grandes escritores del siglo XIX:
- Casimir Delavigne (1793-1843)
- Alexis de Tocqueville (1805-1859)
- Jules Barbey d'Aurevilly (1808-1889)
- Octave Feuillet (1821-1890)
- Gustave Flaubert (1821-1880)
- Hector Malot (1830-1907)
- Guy de Maupassant (1850-1893)
- Alphonse Allais (1854-1905)
- Remy de Gourmont (1858-1915)
- Maurice Leblanc (1864-1941)
- Henri de Régnier (1864-1936)

Bajo el Segundo Imperio, Victor Hugo, opuesto a Napoléon III, vivió en el exilio en Jersey y después en la isla de Guernsey. Su hija Leopoldine se ahogará en el Sena en Villequier en 1843. Hugo compondrá para ella su poema «Demain, dès l'aube…» ['Mañana al amanecer...'].
La asociación católica Le Souvenir normand, creada en 1896 a partir de la voluntad de Jean Soudan de Pierrefitte y del marqués de la Rochethulon de construir una reconciliación europea tras la guerra de los ducados en 1864, tuvo como objetivo reunir a todos los pueblos europeos que se originaron a partir de los normandos. Hizo renacer en los artículos de su semanario el vikingo como uno de los mitos fundadores de Normandía. Este mito estaba muy activo en 1911 durante las celebraciones del Milenio de Normandía que conmemoró la creación de Normandía en 911, la exaltación del pasado vikingo más allá de la manifestación del regionalismo de la «pequeña patria» normanda.

### Guerra franco-alemana de 1870
Los prusianos entraron en Normandía durante los meses de octubre y noviembre por la meseta del Vexin. Muchas batallas tuvieron lugar entre los soldados prusianos y franceses. Pero los prusianos dominaron claramente a los franceses que, completamente desorganizados, abandonaron Ruan, donde los prusianos entraron el 5 y 6 de diciembre. La ciudad fue ocupada y el general Manteuffel instaló en ella un prefecto y una administración prusiana. También los habitantes sufrieron la confiscación de sus bienes por el ejército alemán
A. Roland describió la llegada del ejército prusiano en la ciudad:

13 de diciembre - Este nubarrón que quiero calificar de octava plaga, se abate en los domicilios pobres donde se acomodan por dos, por cuatro o seis, a pesar del número fijado por el billete de alojamiento (recientemente innovado para estos caballeros).
13 décembre - Cette nuée que je veux qualifier de huitième plaie, s'abat dans les domiciles pauvres ou aisés par deux, par quatre ou six, malgré le nombre fixé par le billet de logement (nouvellement innové pour ces messieurs).

Sin embargo, el ejército francés se replegó y el general francés Briand ordenó una retirada de Honfleur para embarcarse para Le Havre. Esta retirada no marcó el fin de los combates, el general Roy, a la cabeza de 10 550 hombres y de 14 cañones, intentó reconquistar Ruan. Los franceses lograron hacer un gran avance, pero los prusianos hicieron una contraofensiva que los franceses lograron repeler. Pero esta tentativa será la última, ya que el 25 de enero, el gran duque de Mecklemburgo hizo su entrada en Ruan y firmó el Armisticio el 28 de enero. Una línea divisoria se dibujó entonces, que se extendía de Étretat a St Romain de Colbosc. A. Roland escribió entonces:

Le Havre permaneció francés y no había visto ondear sobre estos muros la sombría bandera blanca y negra.
Le Havre était resté français et n'avait pas vu flotter sur ces murs le sombre drapeau noir et blanc.

Se aseveró que la ocupación se pasó muy mal y que los ocupantes fueron bastante violentos con los ocupados. Esos momentos oscuros parecen haber forjado una cierta imagen del ocupante que se encuentra en el deseo de ir al combate, en la Primera Guerra Mundial en 1914.

## Primera Guerra Mundial
El primer conflicto mundial evitó Normandía pero la batalla parecía muy cercana, ya que los límites del frente se acercaron a Beauvais en septiembre de 1914. Sin embargo Sainte-Adresse acogió el 13 de octubre de 1914 al Gobierno de Bélgica y Ruan se convirtió en una base inglesa evocada en Les Silences du colonel Bramble [Los silencios del coronel Bramble] por un oficial de enlace designado Émile Herzog (el nombre real de André Maurois). Por otra parte, el encendido el 29 de agosto de 1917 del alto horno de Colombelles, permitió reducir las consecuencias de la ocupación de las regiones industriales, y los regimientos normandos tomarán su parte, y más allá, en el esfuerzo nacional. Las divisiones V y VI pisaron los campos de batalla de Charleroi, del Marne, Verdún, del Chemin des Dames, etc. Foch dijo luego: «Je suis tranquille, les Normands sont là» [Estoy tranquilo, los normandos están allá].
A los muertos de la guerra, se añadió la disminución de la natalidad iniciada ya en el siglo XIX. La producción rural, falta de mano de obra suficiente, bajó de forma considerable, como también la producción industrial, que carecía de obreros cualificados.
Los años 1920 no conocieron cambios significativos, la cautela y la moderación guiaron a los normandos en la elección de sus representantes locales, así como en el programa económico de la región. El Frente Popular de 1936 permitió a millones de asalariados tomar vacaciones por primera vez, y Normandía y sus playas recibieron a muchos franceses que nunca habían visto el mar.

## Segunda Guerra Mundial

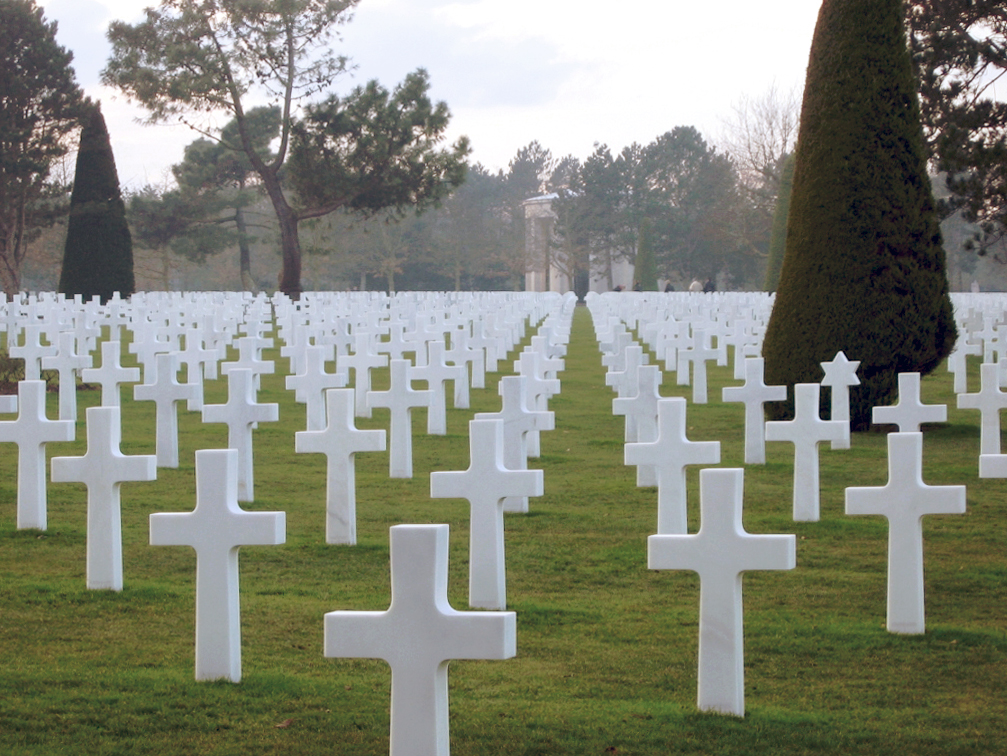
Cementerio americano de Colleville-sur-Mer, Calvados

Durante la Segunda Guerra Mundial Normandía fue uno de los puntos de partida de la reconquista de Europa por los aliados, poniendo fin a la ocupación alemana. El 6 de junio de 1944 fue lanzada la Operation Overlord, la mayor operación anfibia de toda la historia militar mundial, llevada a cabo simultáneamente en varias playas de Calvados y de Mancha, en la que tomaron lugar tropas de Estados Unidos, Reino Unido, Canadá y algunos contingentes de otras naciones. Este fue el comienzo de la batalla de Normandía que terminó el 12 de septiembre, con la capitulación de la guarnición de Le Havre, mientras que varias regiones francesas ya estaban liberadas.
Hay muchos museos y cementerios militares de este periodo. También se conservan restos de las fortificaciones de hormigón armado llamadas blockhaus , especialmente en la costa, que eran parte del Muro del Atlántico construido por los alemanes.

## Segunda mitad delsigloXX

### Reconstrucción
- Numerosas casas  à pans de bois y otros monumentos históricos en Ruan, cuya catedral escapó por poco a la destrucción total;
- todo el centro histórico de Lisieux donde se conservaron milagrosamente la catedral de San Pedro y la basílica entonces en construcción ;
- un número considerable de edificaciones en Caen;
- Saint-Lô, casi arrasada;
- Vimoutiers, casi arrasada;

### Nuevos retos

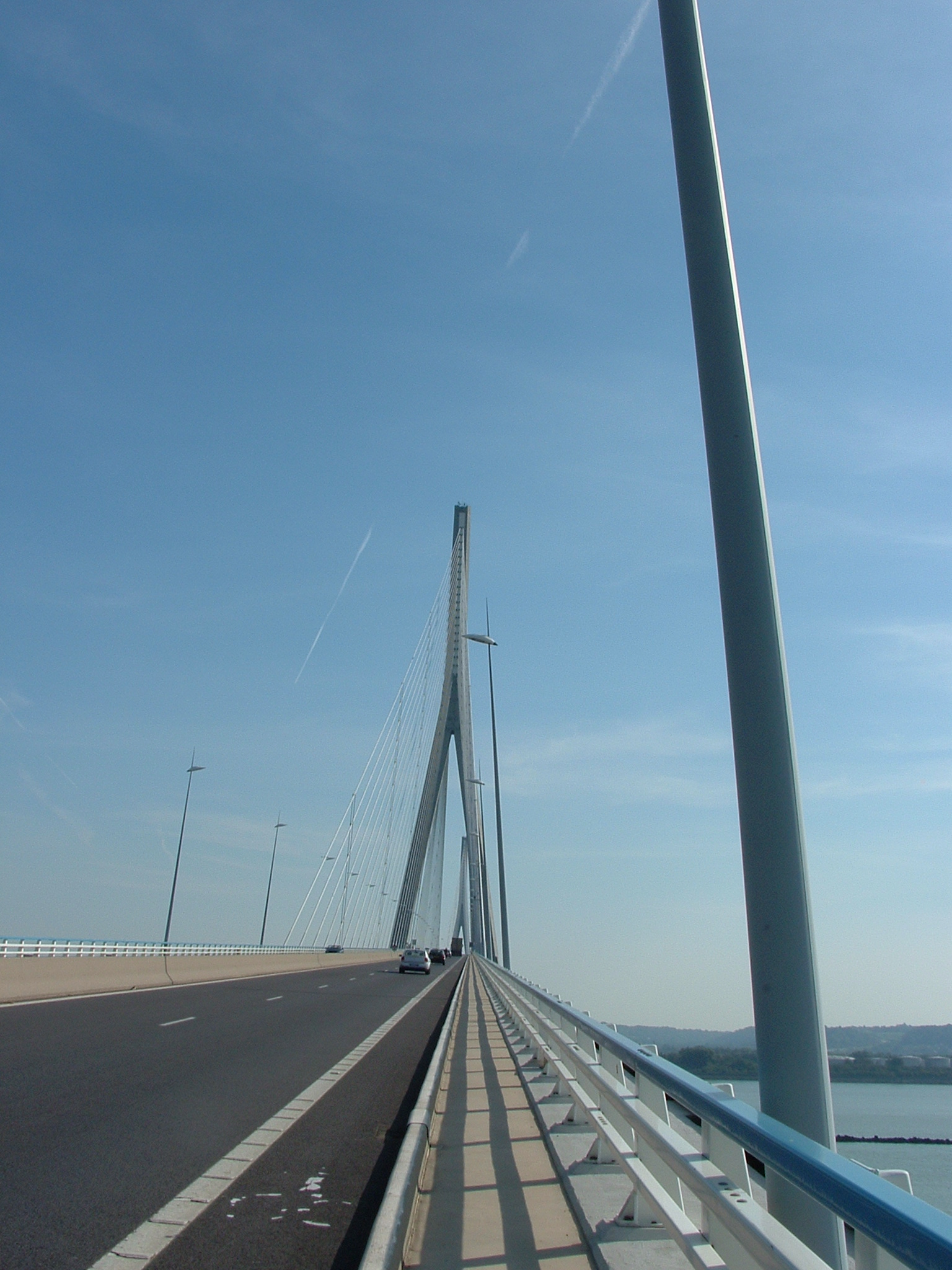
Pilona norte del puente de Normandía

Al crearse las regiones administrativas en 1956, los cinco departamentos normandos se dividieron en dos regiones administrativas: la Alta Normandía y la Baja Normandía. Aunque no eran mismos límites, la delimitación retomaba una distinción que databa del siglo XVI, o incluso del XIV.
Esta separación se llevó a cabo por el enarca Serge Antoine, que más tarde admitió que:
```

```

Si se fuera a rehacer, no haría más que una única Normandía. [...] Mi único error ha sido creer que estaba poniendo en marcha un sistema evolutivo. Estaba convencido, ingenuamente, que se asistiría poco a poco a fusiones de regiones. Por desgracia, todavía espero...
Si c’était à refaire, je ne ferais qu’une seule Normandie. [...] Ma seule erreur a été de croire que je mettais en place un système évolutif. J’étais convaincu, naïvement, que l’on assisterait peu à peu à des fusions de régions. Hélas, j’attends encore...
Serge Antoine

Después de más de cincuenta años de división administrativa, marcada por incesantes luchas políticas internas teñidas por intereses particulares, Normandía está hoy reunificada. Una encuesta del IFOP-Ouest-France realizada en marzo de 2009, sin embargo, mostró que sólo el 36% de Baja Normandía era favorable a la reunificación. La creación de una región de Normandía, registrada por la ley de 16 de enero el año 2015 relativa a la delimitación de las regiones se llevó a cabo el 1 de enero de 2016. Si Ruan, con la prefectura regional es la capital administrativa, Caen es, con la sede de Consejo regional de Normandía, la capital política. Le Havre heredó los servicios económicos especializados en la logística y la zona portuaria como la DIRM. Cherbourg es la Prefectura Marítima de la Mancha y se especializa en seguridad y asuntos marítimos. Normandía es la única región francesa que presenta este policentrismo.
Normandía está centrada parcialmente en el valle del Sena, en especial en el eje Le Havre-Ruan. Se dedica a la vida industrial, y gracias a su dinamismo, entra en el área de influencia de París. Aunque muchos polos urbanos repartidos por todo el territorio también desempeñan un papel principal, comenzando por Caen, la tercera aglomeración normanda situada en pleno corazón de Normandía.
El estuario del Sena es una puerta abierta hacia la región de París que ha sabido mantener en las actividades portuarias toda la capacidad comercial que se espera de grandes puertos como Le Havre y Ruan.
Le Havre es el primer puerto francés de comercio con América del Norte, y también el segundo puerto petrolero y el primer centro de importación de café, tabaco y algodón. Sin olvidar Port 2000, que aumentó la capacidad de acogida e intercambio para el tercer milenio. En cuanto a Ruan es a la vez un importante puerto petrolero, cerealista y agroalimentario. La región tiene una gran capacidad de realización de grandes proyectos industriales y comerciales, que afirman la vocación de encuentro fluvio-marina del Bajo Sena para la región parisina, y el punto de ancla de intercambios europeos.
Caen es un importante puerto deportivo y tiene su propia cuota en el ámbito del tráfico de pasajeros (línea Caen-Portsmouth), en el comercio de madera, de nanotecnologías y, en menor medida, de cereales. Cherbourg es también un puerto relativamente importante, pero su actividad es principalmente militar.
Con el puerto del Havre-Antifer para superpetroleros, el puente de Tancarville y, finalmente, uno de los mayores puentes atirantados del mundo, el puente de Normandía, que une la región de Le Havre y Honfleur, Normandía se sitúa como polo industrial esencial del norte de Europa, y como una plaza agrícola y ganadera.

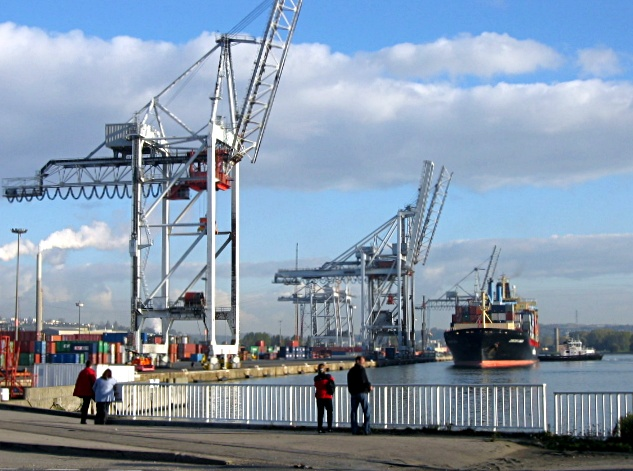
Un terminal de contenedores del puerto 2000 de El Havre.